# Chiesa di San Lorenzo (Vicenza)
La chiesa di San Lorenzo è un luogo di culto cattolico di Vicenza, costruito alla fine del XIII secolo in stile gotico, nella sua versione lombardo-padana del Duecento. Si colloca nella centrale piazza San Lorenzo, lungo corso Fogazzaro, ed è stata officiata dai francescani conventuali fino al 2017.

## Storia

### I Francescani a Vicenza
La presenza dei francescani a Vicenza risale, molto probabilmente, al tempo in cui il loro fondatore era ancora vivente: forse al 1216; il suo passaggio in città però non è documentato. Pare che nel 1222 essi officiassero presso la chiesa di San Salvatore, della quale non è chiaro quale fosse l'ubicazione, se in contrà Carpagnon o nella contrà in seguito rinominata San Francesco Vecchio vicino all'episcopio, dove nel 1232 essi rinnovarono o costruirono una loro chiesa.
È certo invece che nel 1280 essi permutarono quest'ultima chiesa con la cappella di San Lorenzo in Portanova - costruita 40 anni prima a ridosso delle mura altomedievali - e con un terreno adiacente.
Il 13 luglio 1280 i canonici della cattedrale permutarono un'antica cappella di loro proprietà, risalente ad almeno a un paio di secoli prima -  con tutti i suoi edifici e appendici, cimitero, piazza e con le stanze delle case in detta contrada di spettanza della Chiesa medesima - con i frati francescani, ricevendone in cambio la chiesa di San Francesco Vecchio, con tutto il cimitero, la piazza compresa tra i muri e gli stessi muri delle dimore, o meglio stalle, con il coro e gli ornamenti pendenti sugli altari.

### La fondazione della chiesa
La nuova chiesa, molto ampia e con un vasto sagrato davanti alla facciata per poter accogliere masse di popolo che accorrevano per la predicazione, fu costruita in vent'anni con il favore delle autorità cittadine - a quel tempo il Comune era sotto la dominazione padovana, favorevole ai francescani - che contribuirono in maniera cospicua alla costruzione, destinando ad essa un terzo di quanto ricavato dalla confisca dei beni agli eretici. A questo finanziamento si aggiunsero le donazioni e i lasciti di molte famiglie signorili della città. Contemporanea fu la costruzione dell'annesso convento, che nel XV secolo fu completato con un primo chiostro e nel XVII secolo con un secondo adiacente al primo (mentre il primo chiostro conserva ancora l'aspetto originario, del secondo restano solo poche tracce, inglobate in una scuola di recente costruzione).
Per tutto il Trecento furono apportate modifiche e aggiunte esterne, come l'Oratorio della Concezione sul fianco occidentale (demolito nel 1909 durante i lavori di restauro), il portale e la ristrutturazione delle absidi. Nei secoli seguenti l'interno fu impreziosito da numerose opere d'arte, donate da famiglie patrizie vicentine, in particolare dalla famiglia dei da Porto.

### Il tempio cittadino in età contemporanea
A seguito dell'invasione napoleonica, la chiesa e il convento furono saccheggiati e utilizzati dapprima come ospedale militare, poi per l'acquartieramento delle truppe. Con il decreto di Compiègne del 1810, che sciolse gli Ordini religiosi, i pochi francescani rimasti a Vicenza furono dispersi. Gli edifici rimasero in stato di abbandono, finché nel 1836 il Comune li acquistò per effettuare il restauro.
Il tempio di San Lorenzo - così chiamato perché al momento del restauro vi furono trasportati monumenti e tombe provenienti da altre chiese cittadine - venne riaperto al culto nel 1839 ma, nel corso del tempo, fu nuovamente chiuso nel 1859 e nel 1866, durante le guerre d'indipendenza, utilizzato per necessità belliche. Nonostante continui lavori di restauro, nel 1903 esso fu dichiarato pericolante per lesioni strutturali e nuovamente chiuso per un radicale intervento. Riaperto nell'aprile del 1914, dopo quasi dieci anni di lavori, fu nuovamente chiuso un anno più tardi in seguito allo scoppio della prima guerra mondiale, ancora una volta per essere adibito a magazzino di approvvigionamento alimentare.
Riaperto definitivamente al culto il 29 ottobre 1927, fu riaffidato ai francescani conventuali.
Del 1930 sono le prime cinque campane, diventate più 10 in totale negli anni ottanta del secolo XX in scala di Do3 maggiore, suonate tutt'oggi secondo la tecnica dei concerti manuali, nel 1933 fu sistemato l'organo, nel 1935 fu rifatto il pavimento.

## Descrizione

### Facciata e portale
In accordo con lo stile delle chiese costruite dagli ordini mendicanti in Italia nel XIII secolo - il gotico lombardo che non abbandona del tutto le forme del romanico - la facciata presenta nella metà superiore il tipico profilo a capanna e nella metà inferiore sette alte arcate ogivali, elementi caratteristici dell'architettura veneta, che si ritrovano anche nelle più importanti chiese padovane del Duecento.
L'elemento di maggiore spicco è il portale, realizzato negli anni quaranta del XIV secolo dallo scultore e architetto veneziano Andriolo de Santi e finanziato con un lascito testamentario di un consigliere di Cangrande della Scala, Pietro da Marano detto il Nano, che sperava con questo atto munifico di liberarsi dal fardello di una vita vissuta praticando l'usura. Egli viene raffigurato nella splendida lunetta del portale, inginocchiato in atteggiamento di penitente davanti a Maria e al Bambino, con a fianco i santi Francesco e Lorenzo. Attorno, tra l'acanto, cinque busti di profeti a sinistra, di patriarchi a destra.
Lungo gli stipiti stanno i busti di san Paolo e degli apostoli. Il Cristo benedicente è al centro dell'architrave. Alla sua destra stanno i santi Vincenzo, Lodovico, Francesco e Giovanni Evangelista, a sinistra Lorenzo, Antonio, Chiara e Stefano, quattro figure della tradizione, quattro del repertorio francescano. Alle estremità inferiore e superiore degli stipiti sono i simboli degli Evangelisti (il tetramorfo). Sulle colonne sopra i leoni stilofori ci sono l'Angelo nunziante e la Vergine annunziata.

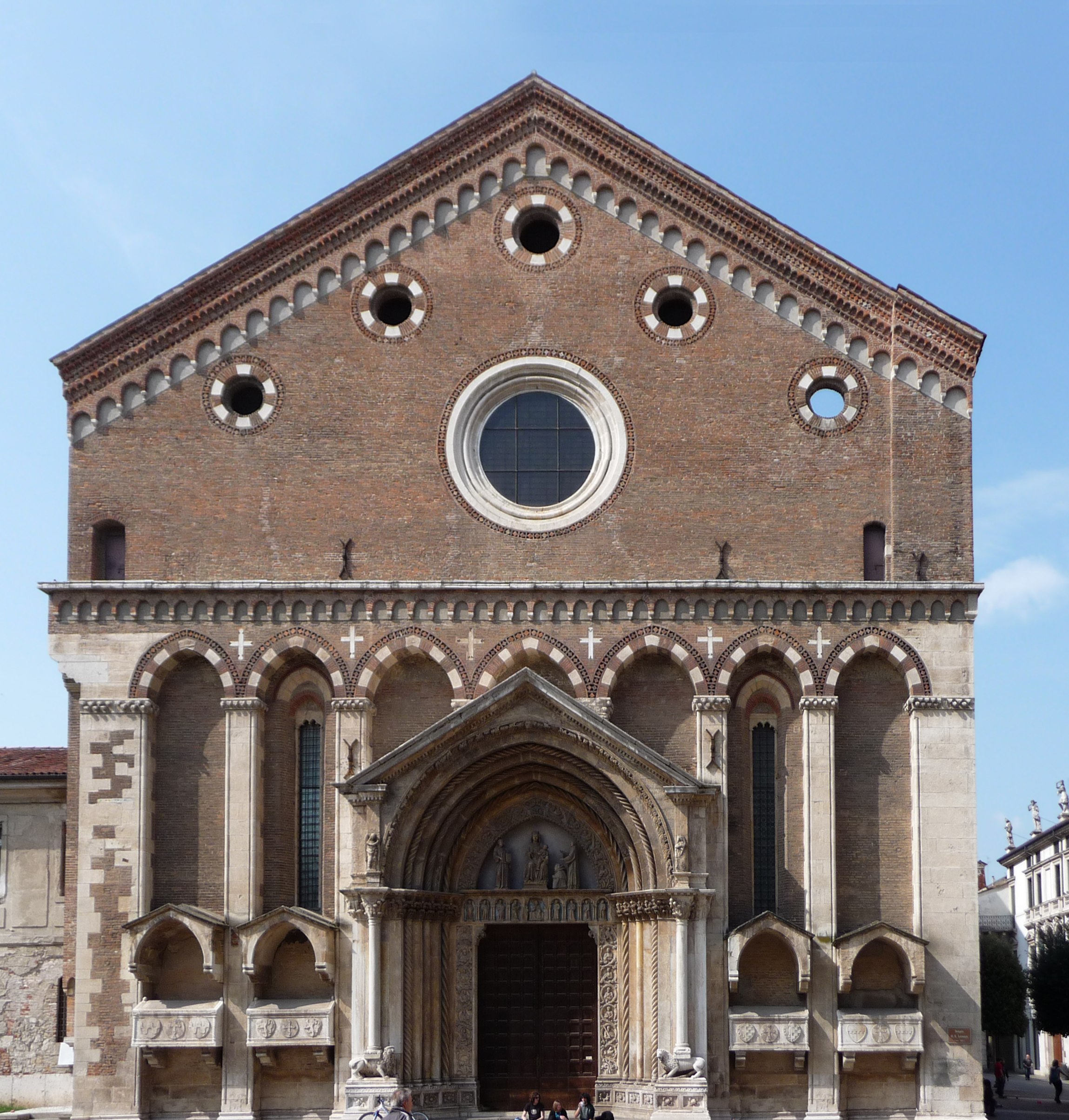
La facciata
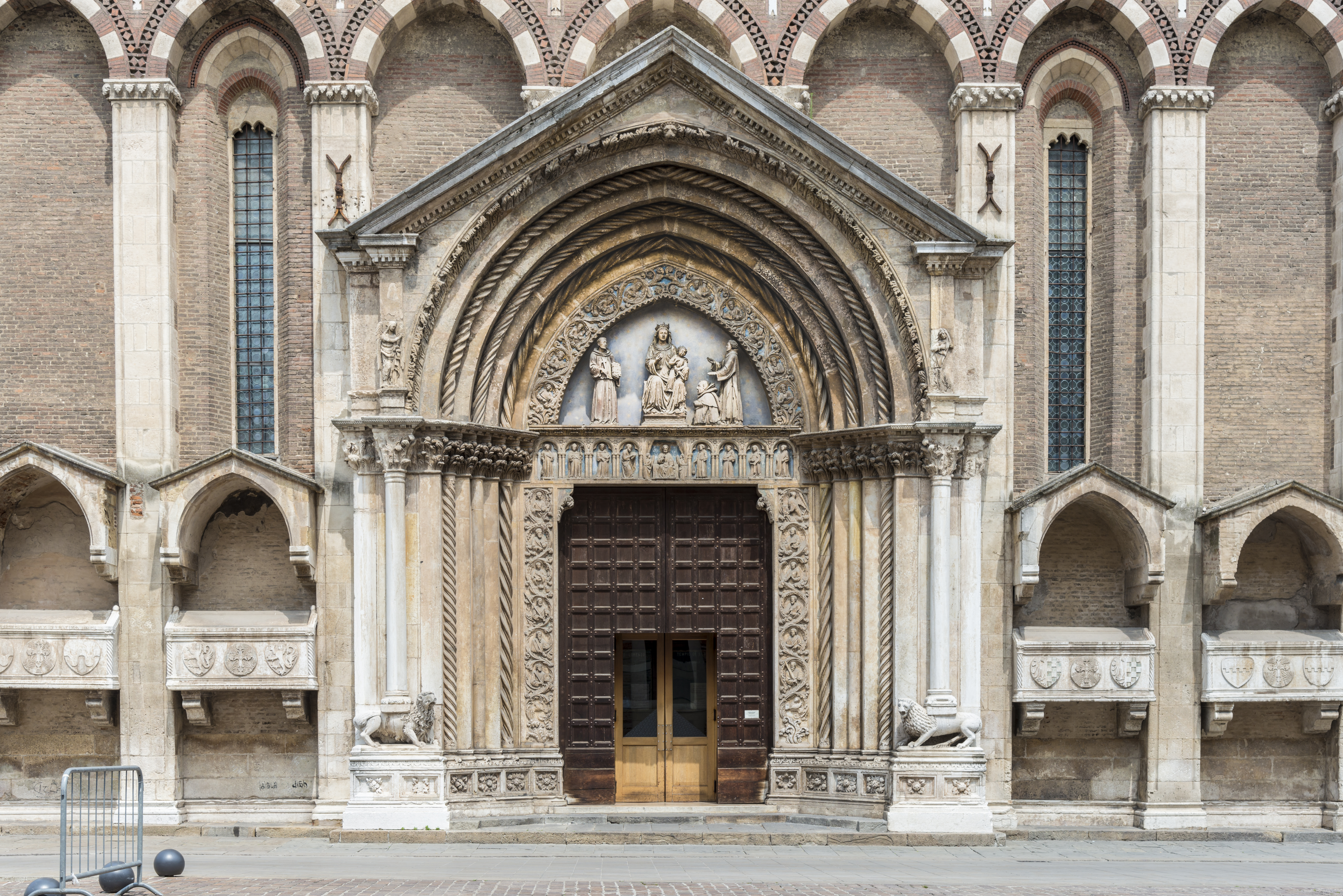
Il portale di Andriolo de' Santi (1342-1344)
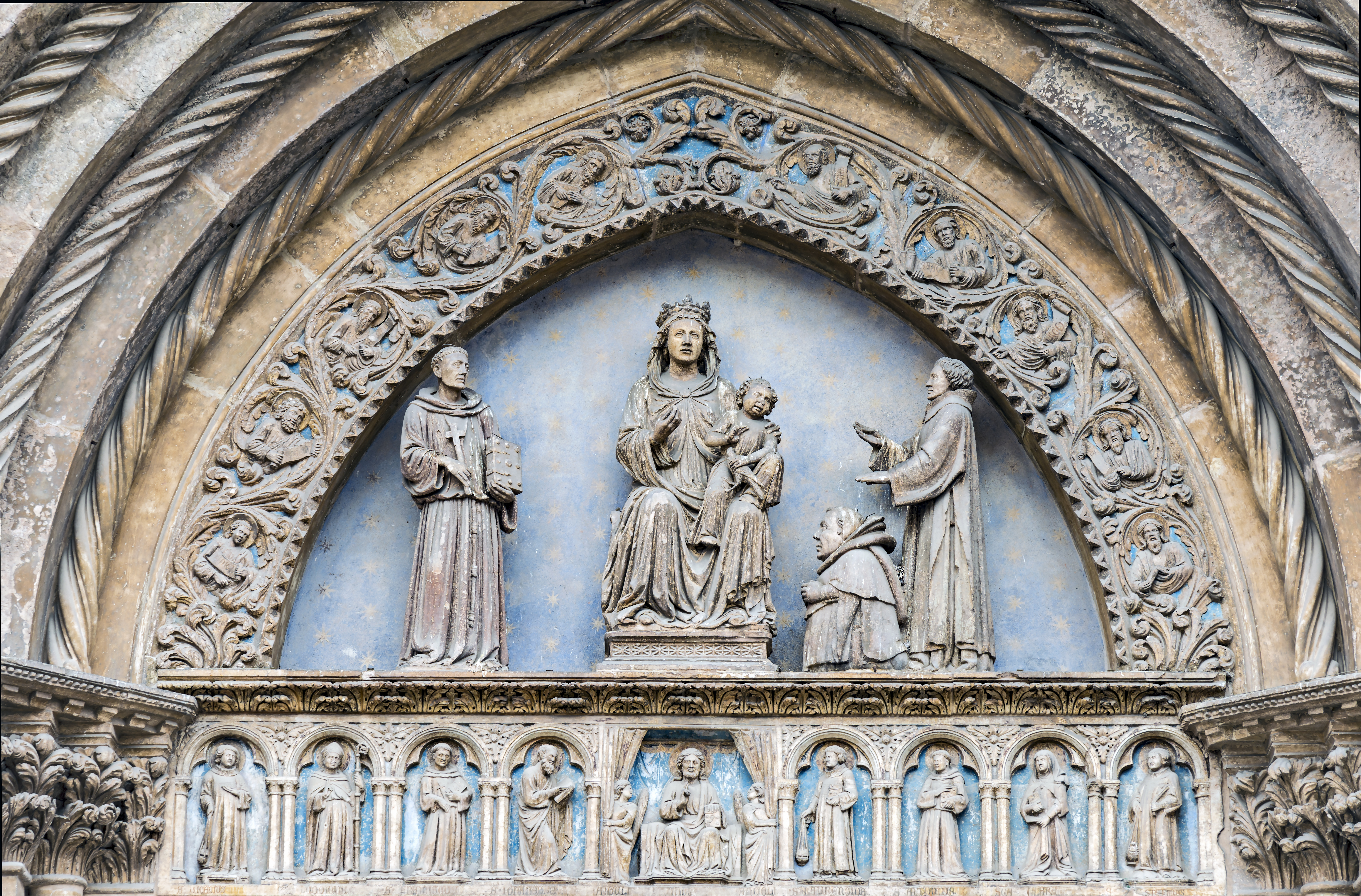
La lunetta del portale, con Pietro il Nano inginocchiato davanti a Maria

Quattro sarcofaghi trecenteschi, posti su mensoloni e coperti da baldacchini in pietra, sono incastonati nelle arcate laterali e racchiudono le spoglie di uomini illustri del tempo. Nell'ordine, da sinistra a destra, sono quelli di Benvenuto da Porto, Marco da Marano, Lapo degli Uberti (personaggio ghibellino; sullo stemma sta la mezz'aquila imperiale) e Perdono Repeta.

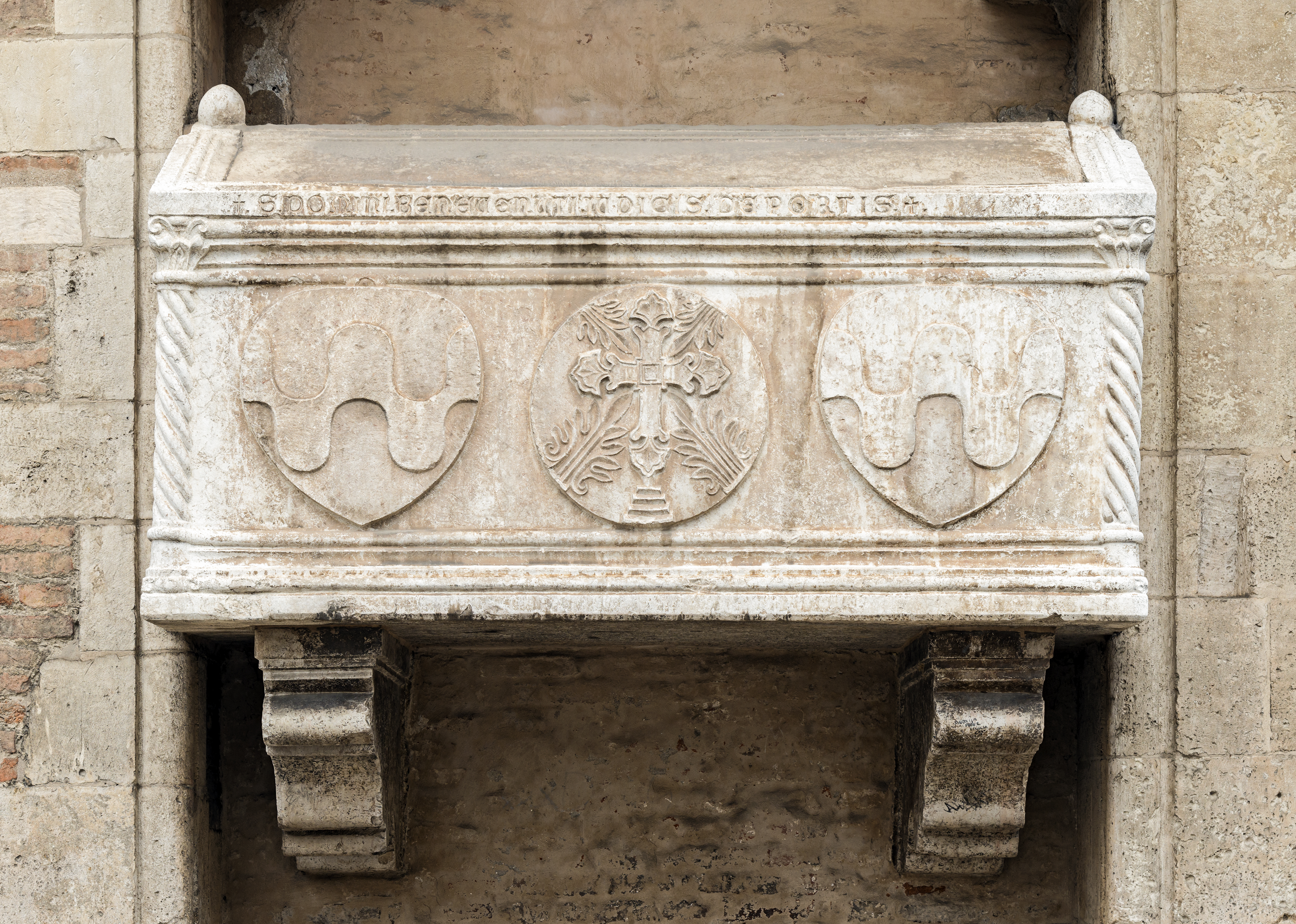
Sarcofago di Benvenuto da Porto
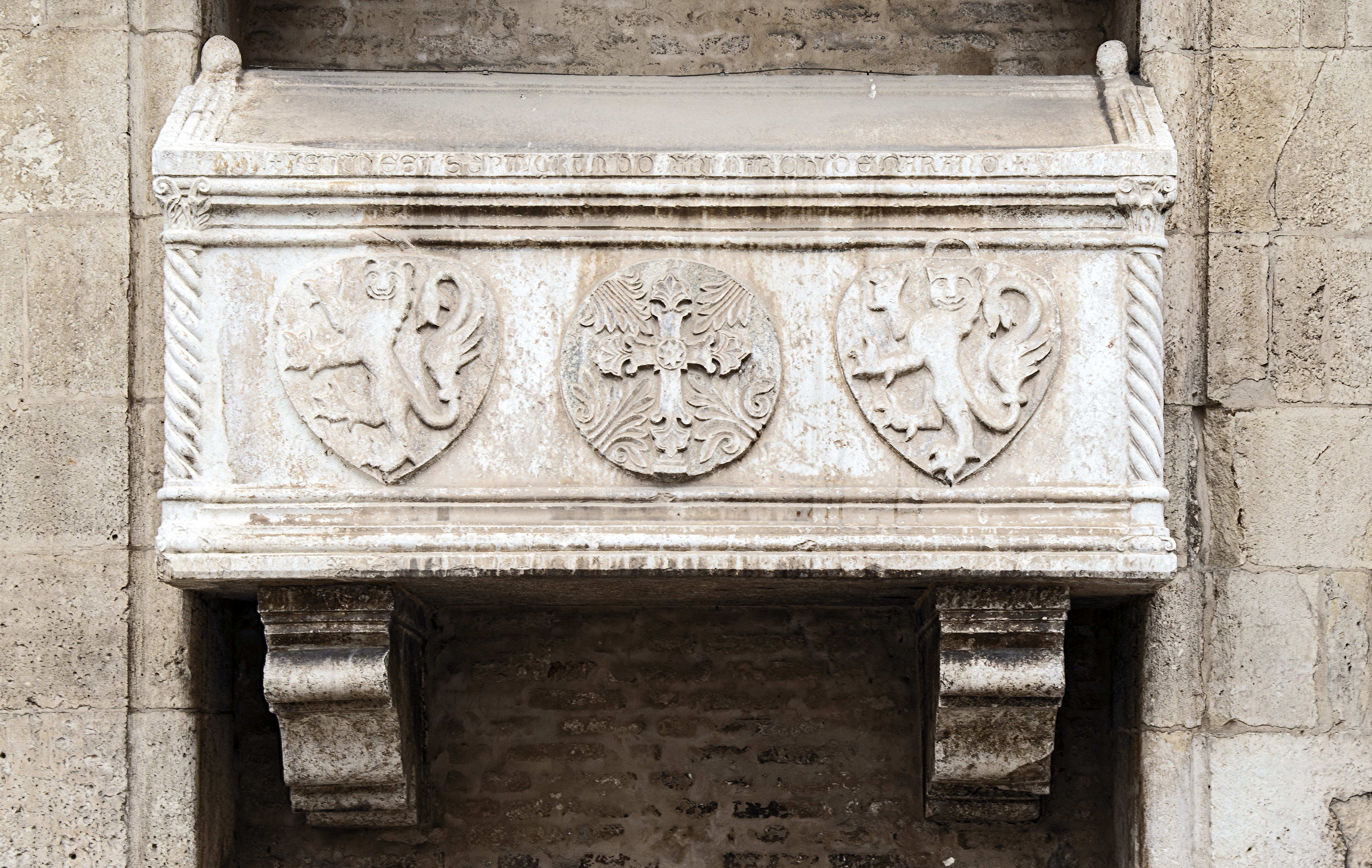
Sarcofago di Marco da Marano
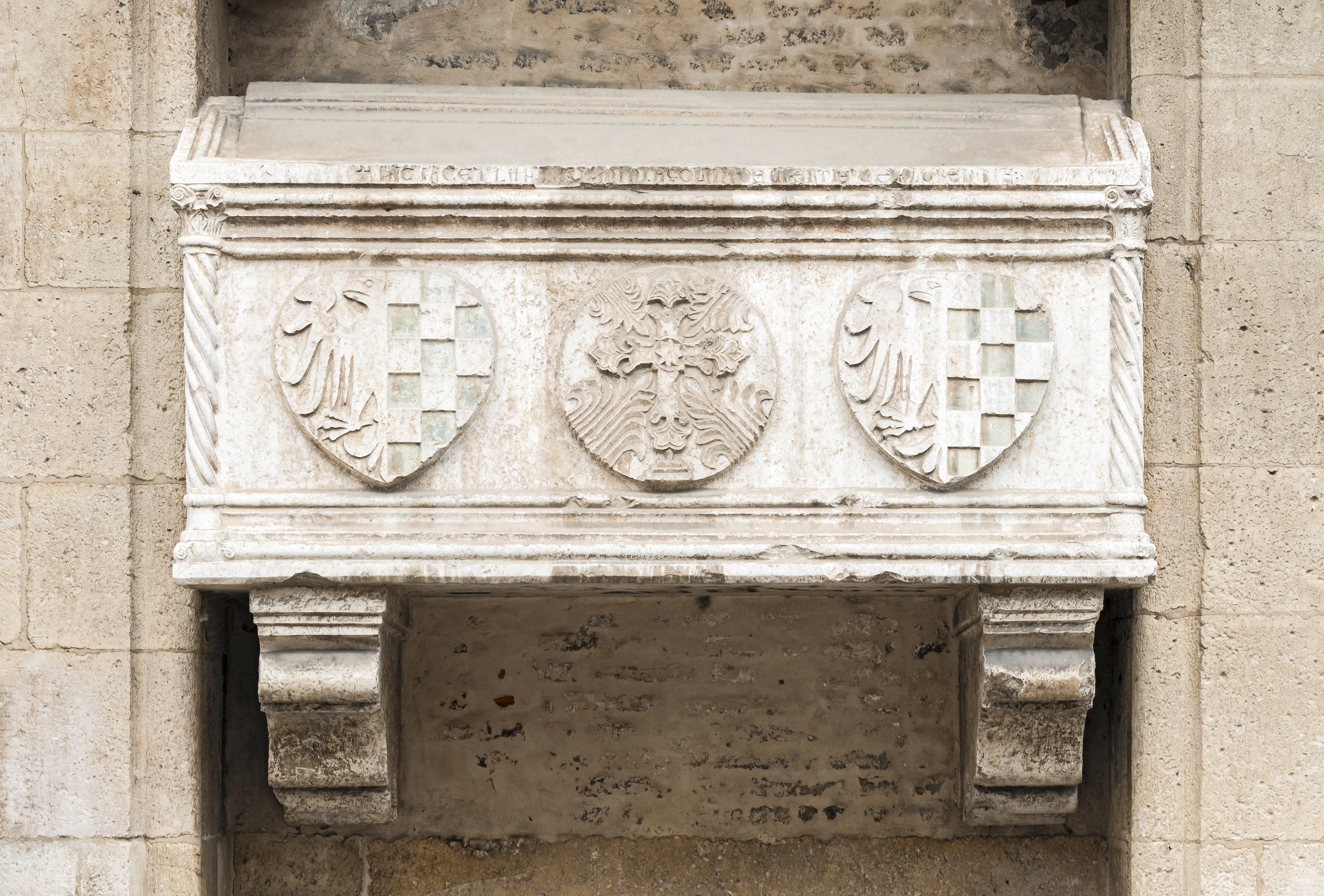
Sarcofago di Lapo degli Uberti
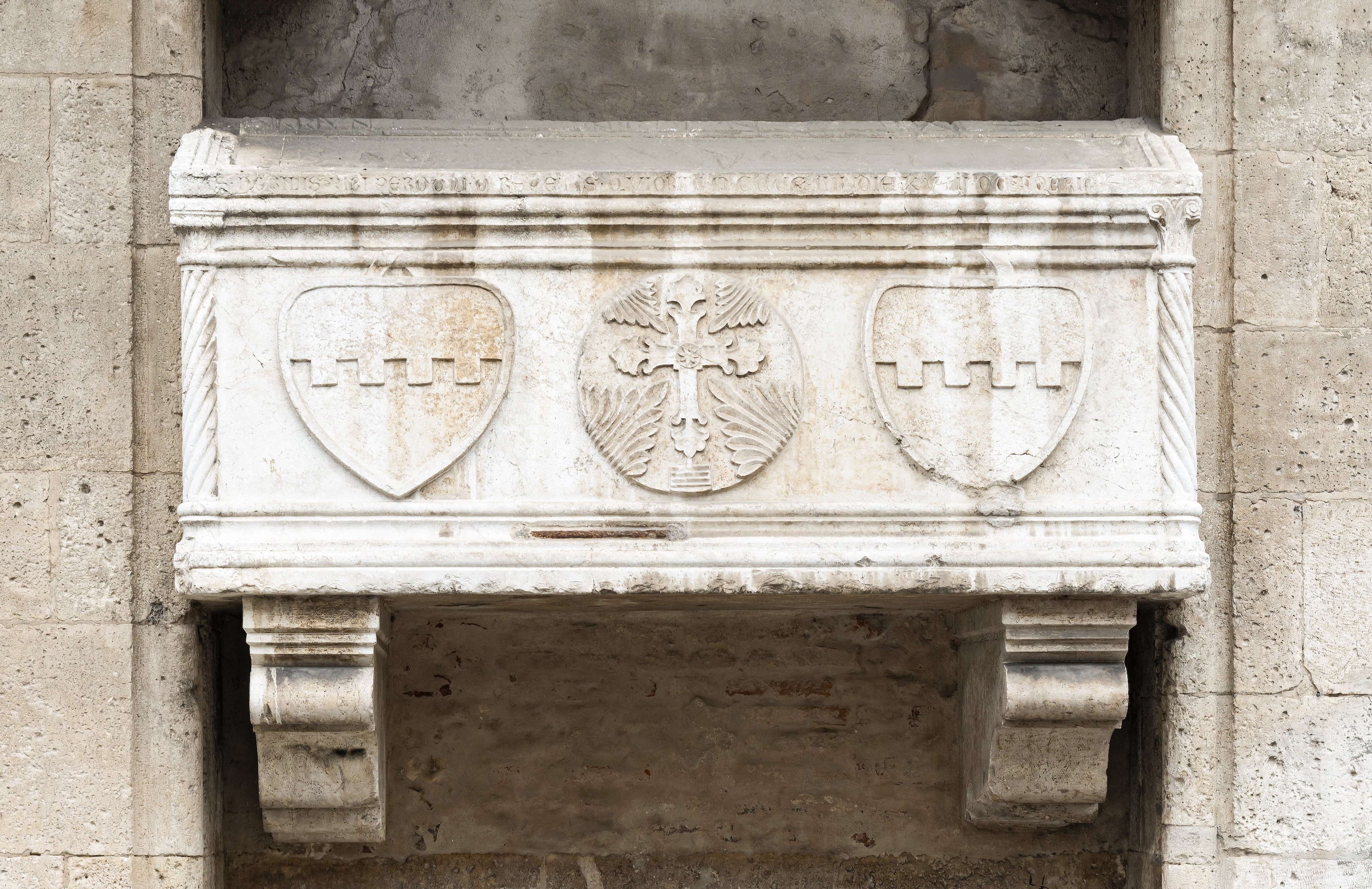
Sarcofago di Perdono Repeta

### Interno
Le alte colonne che conducono lo sguardo verso le volte del soffitto e i fasci di luce che penetrando dagli alti finestroni e dal rosone pervadono l'interno - tutti elementi schiettamente gotici - rendono l'ambiente uno dei più grandiosi e suggestivi della città.
Dividono le tre navate poderosi pilastri cilindrici su basi quadrate e a blocchi lapidei. I capitelli hanno foglie chiuse in due fasce sfalsate e abaco ottagonale. Sui capitelli poggiano gli archi trasversali delle crociere laterali e a loro volta si innalzano da essi lesene su cui si insistono gli archi trasversali delle crociere mediane; il forte profilo delle doppie ghiere e dei costoloni in cotto accentua lo slancio delle volte. Collega gli archi una fitta trama di travi orizzontali.
Al termine delle navate si allarga il transetto. La chiesa ripropone in sostanza lo schema a croce latina di derivazione cistercense, quale si era diffuso nelle chiese lombarde degli Ordini mendicanti e si era affermato a Vicenza, dal 1260, nella Chiesa di Santa Corona, presentando tuttavia qui, in San Lorenzo, un più marcato verticalismo delle strutture architettoniche..

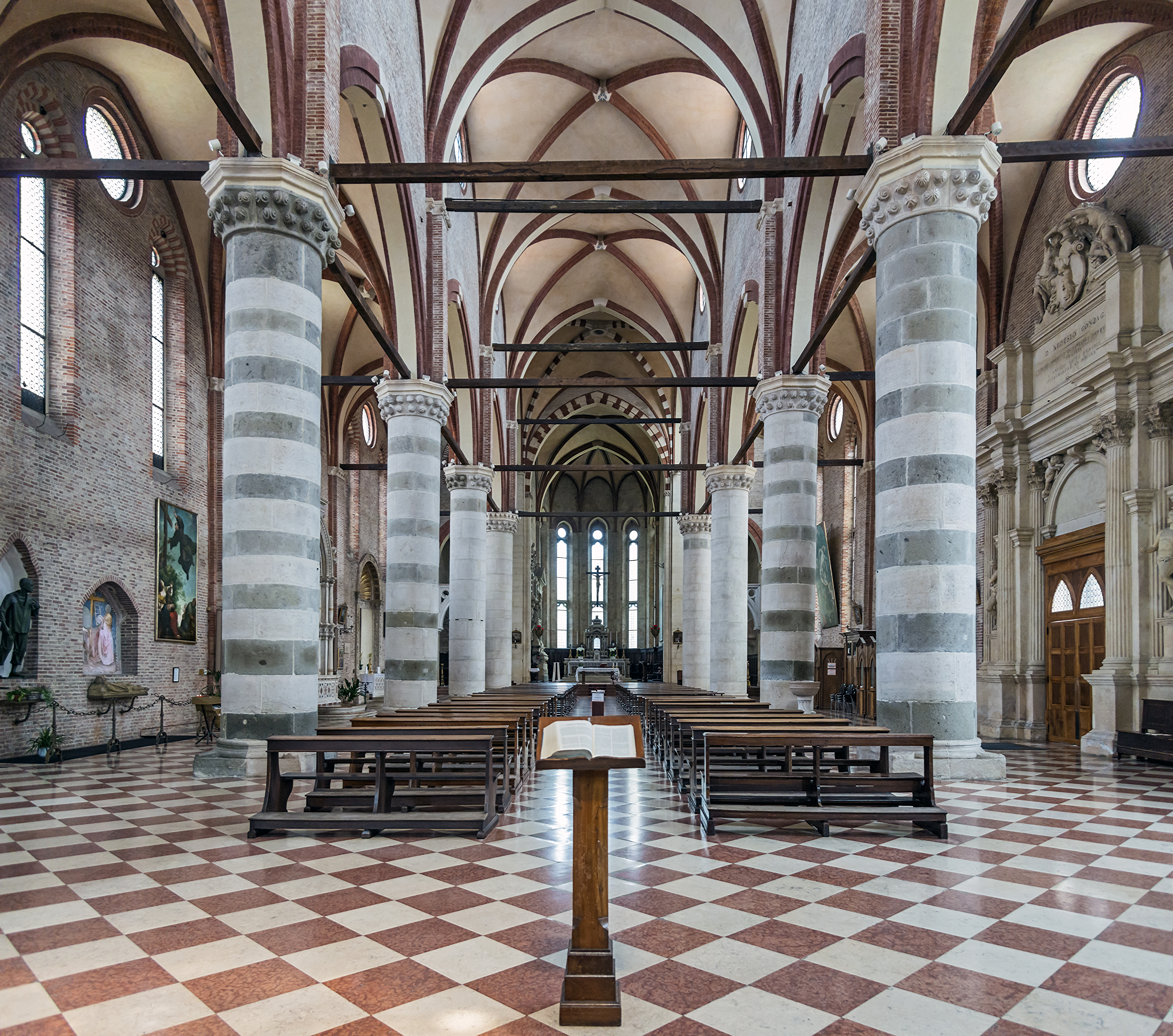
Interno
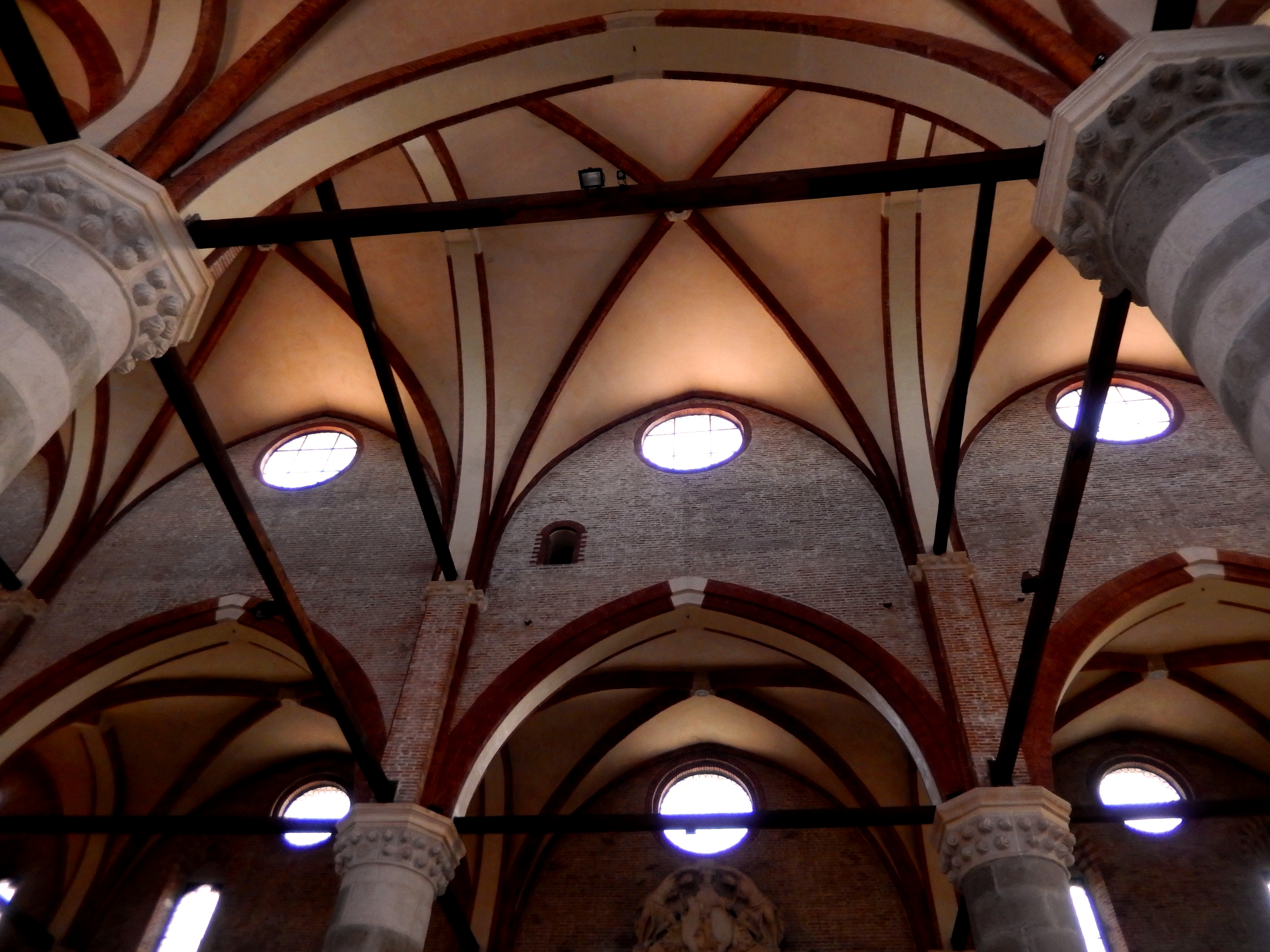
Soffitto della navata

#### Controfacciata
È dominata dal monumento, grandiosa composizione di stucchi che incornicia e sormonta la porta, di Giambattista da Porto, prefetto generale della Repubblica di Venezia e governatore di Candia, che egli volle nel 1661 per accoglierne, dopo la morte, l'immagine e alcune tele glorificatorie mai realizzate.
A destra della porta è murato un altorilievo in pietra con la Madonna e il Bambino tra i santi Sebastiano e Sant'Antonio abate, opera databile intorno al 1475-1480, con evidenti influssi lombardi. A sinistra il monumento a Vincenzo Scamozzi, ricomposto durante i restauri del 1837-1839, dopo che era stato demolito durante il periodo napoleonico. A lato del monumento, una lapide corrosa in memoria di Giambattista e Girolamo Albanese, già nella loro casa di Pedemuro San Biagio.

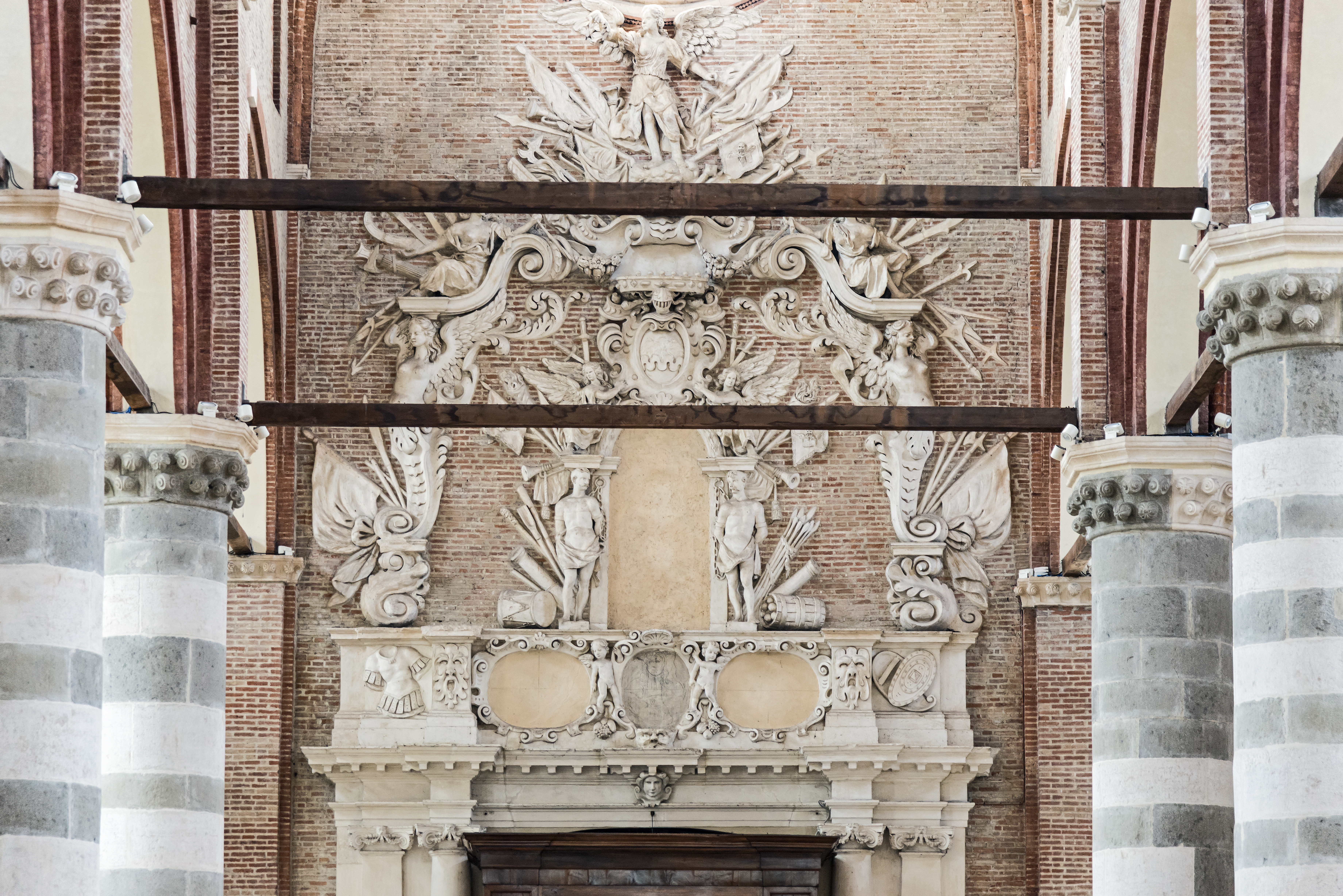
Monumento a Giambattista da Porto
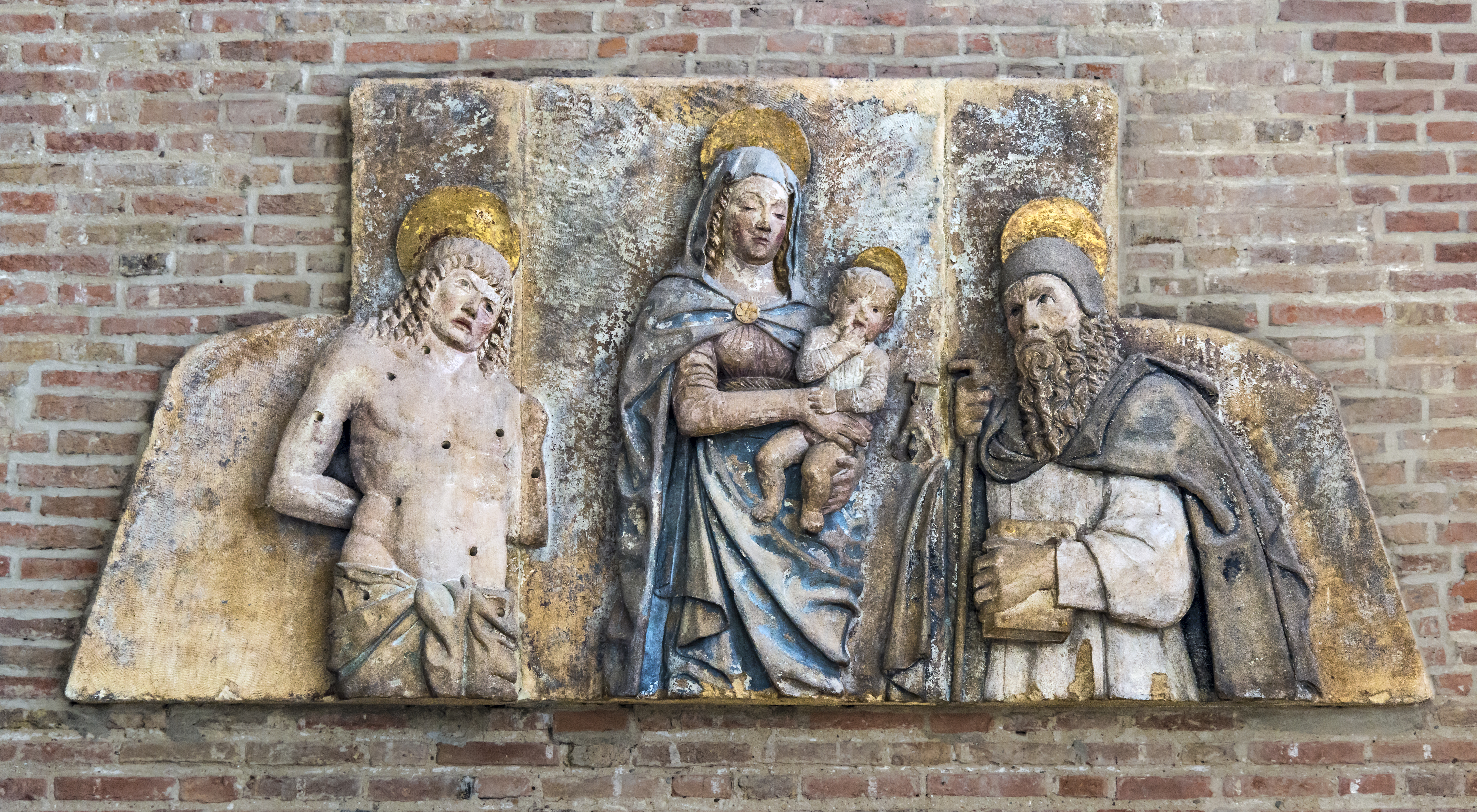
Madonna con Bambino tra i santi Sebastiano e Sant'Antonio abate
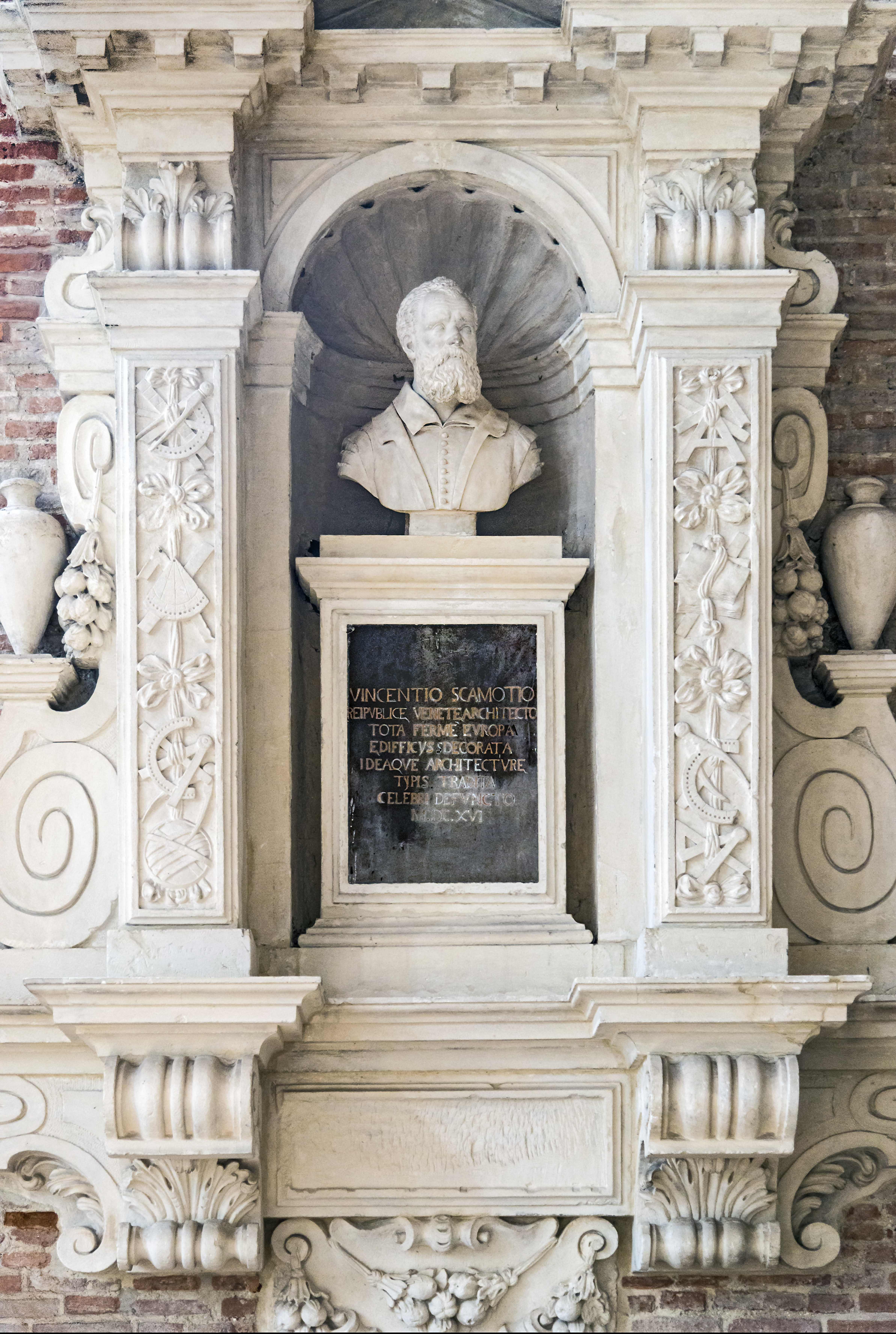
Monumento a Vincenzo Scamozzi

#### Navata destra
L'altare della famiglia Gualdo occupa la prima campata destra. Costruito nella prima metà del Cinquecento, presenta una raffinata decorazione con festoni di medaglie e strumenti militari, esuberante apparato decorativo di matrice lombarda. Danneggiato dal terremoto del 1695, fu rinnovato nella seconda metà del Settecento ed ora incornicia un dipinto Madonna col Bambino appare a San Pio V di Gian Antonio Fumiani 1674 proveniente dalla demolita chiesa del Corpus Domini di Venezia.
Sulla parete della seconda campata è collocato il sepolcro del letterato e storico vicentino Ferreto dei Ferreti, tumulato in un'arca forse duecentesca, qui portata nel 1642 dalla facciata della chiesa, dove è ora quella di Perdono Repeta.
Nella terza campata vi è l'altare fatto erigere nel 1605 da Odorico Capra. Esso incornicia la pala di Giovanni Busato, raffigurante San Luigi in estasi, qui collocata nell'Ottocento quando l'altare fu restaurato. La struttura architettonica rimanda a quella tipica degli altari della bottega degli Albanese e in particolare di Giambattista, al quale sicuramente appartengono gli angeli e le figure femminili della cimasa. Addossata al vicino pilastro, una elegante acquasantiera.
In una cornice intagliata e dorata, è appesa nella quarta campata una tela del 1564 di Giovanni Demio, raffigurante l'Adorazione dei Magi.
Nella quinta campata campeggia la grande tela con la Deposizione, copia di una simile che Luca Giordano dipinse per la chiesa veneziana di Santa Maria del Pianto nel 1652.

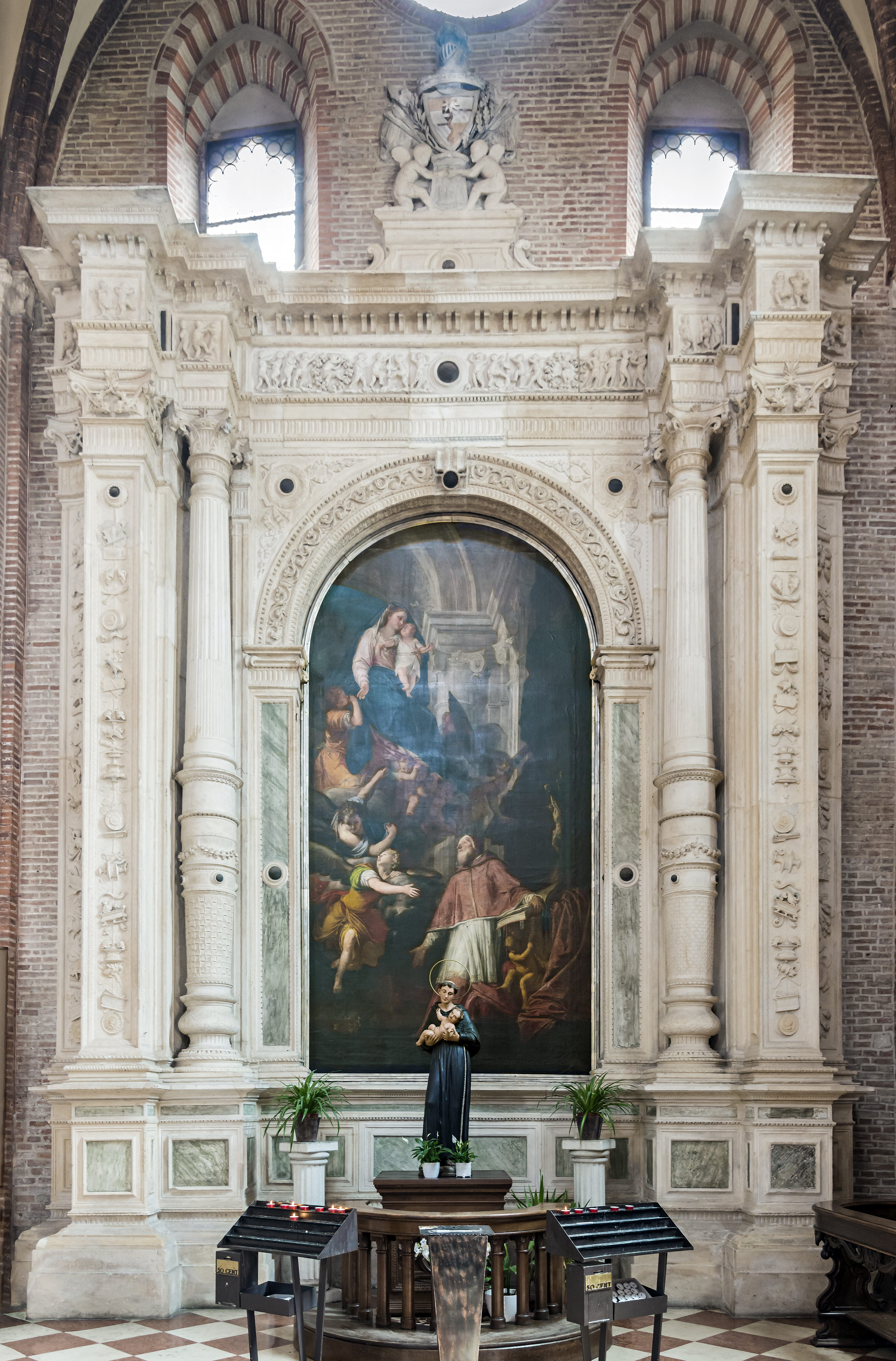
Altare della famiglia Gualdo
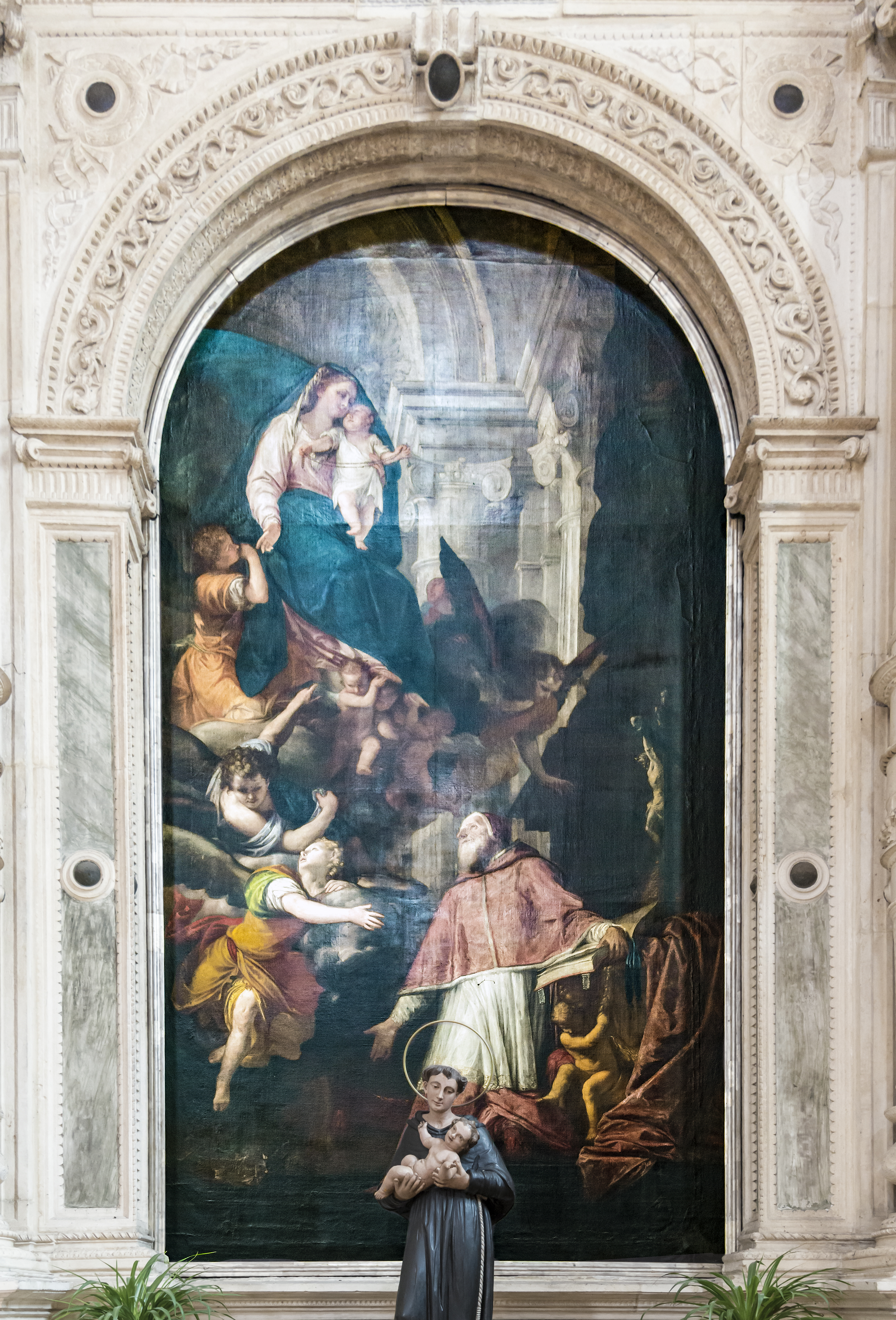
Madonna col Bambino appare a San Pio V di Antonio Fumiani
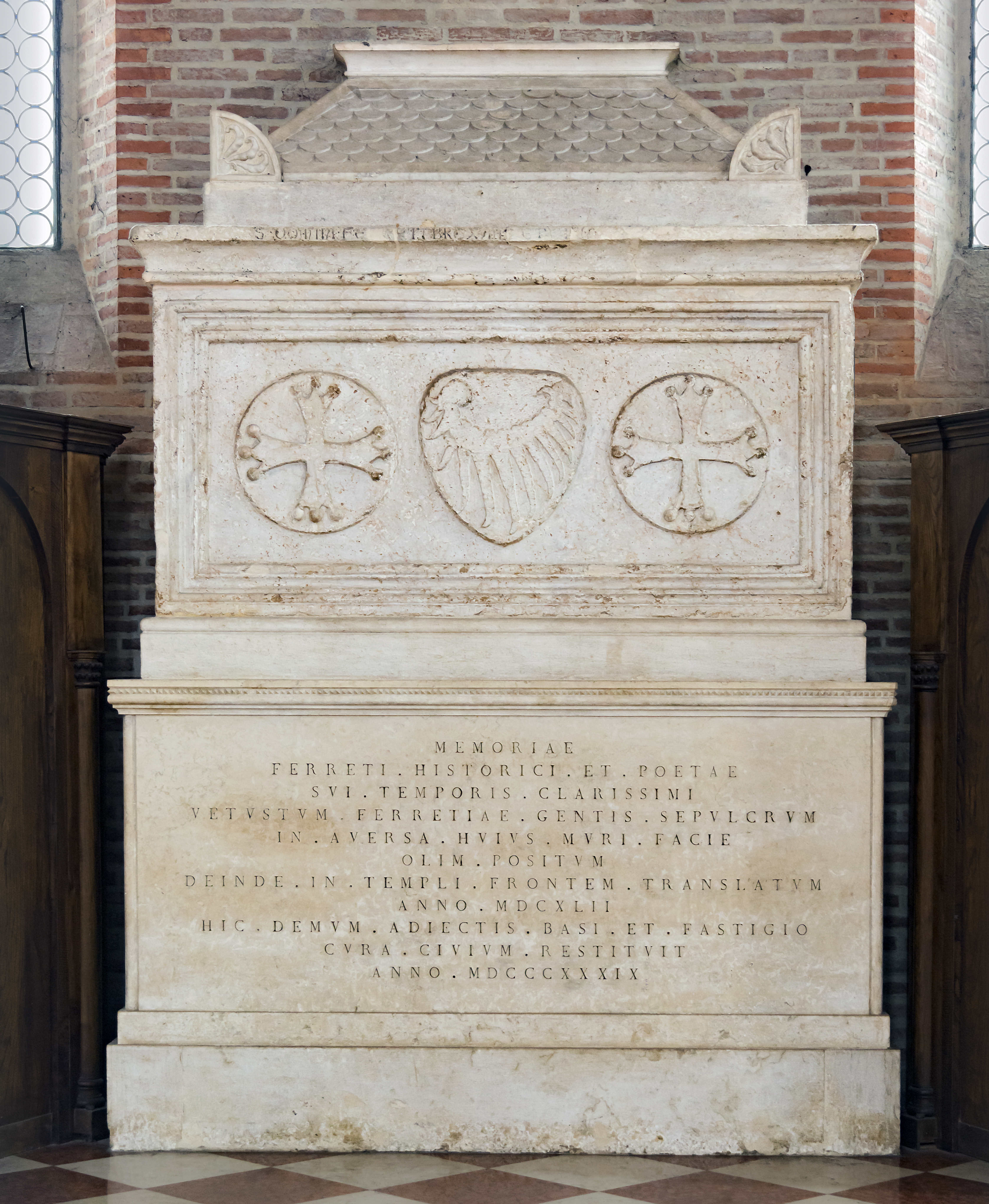
Urna di Ferreto dei Ferreti
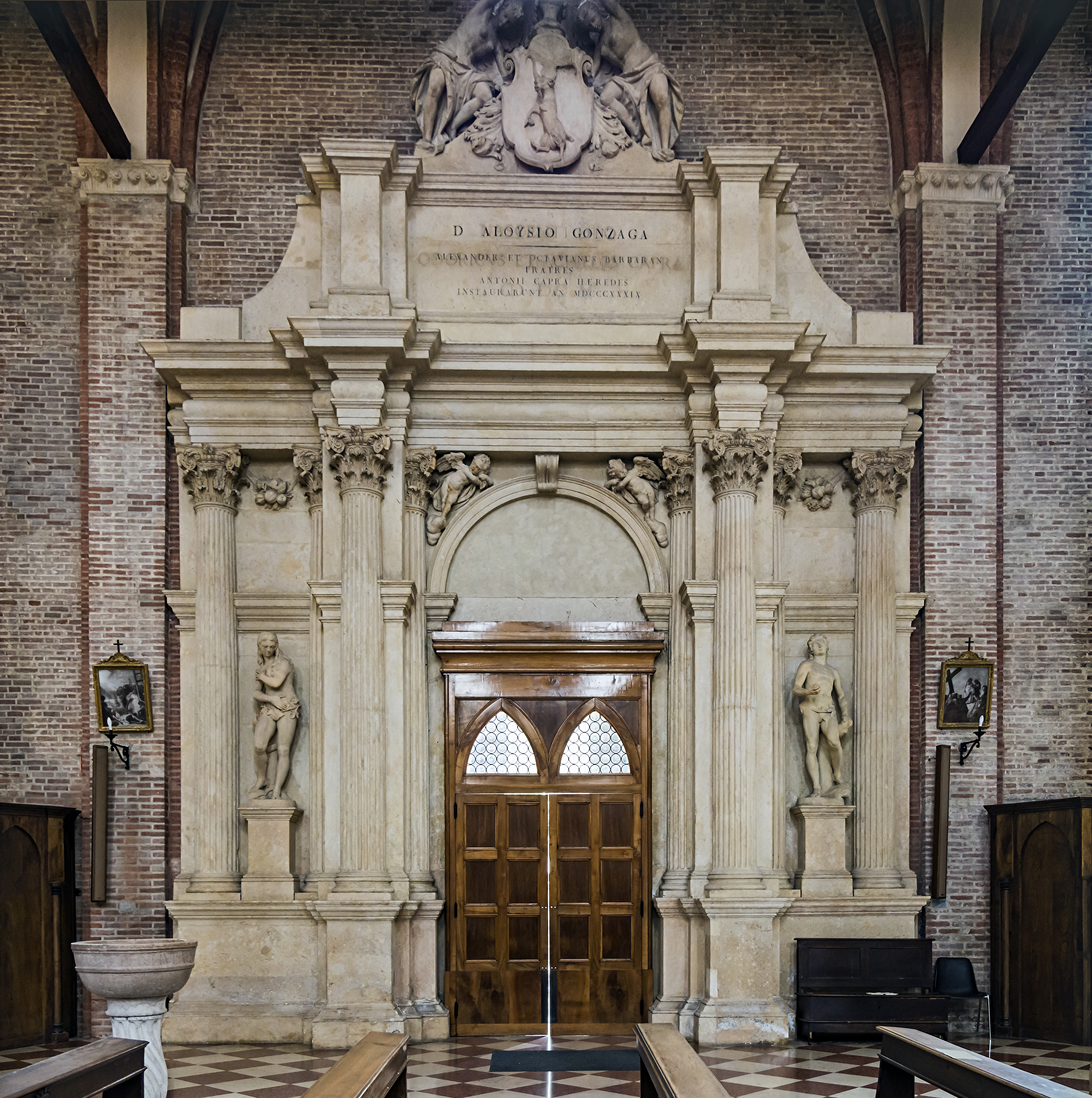
Altare Capra
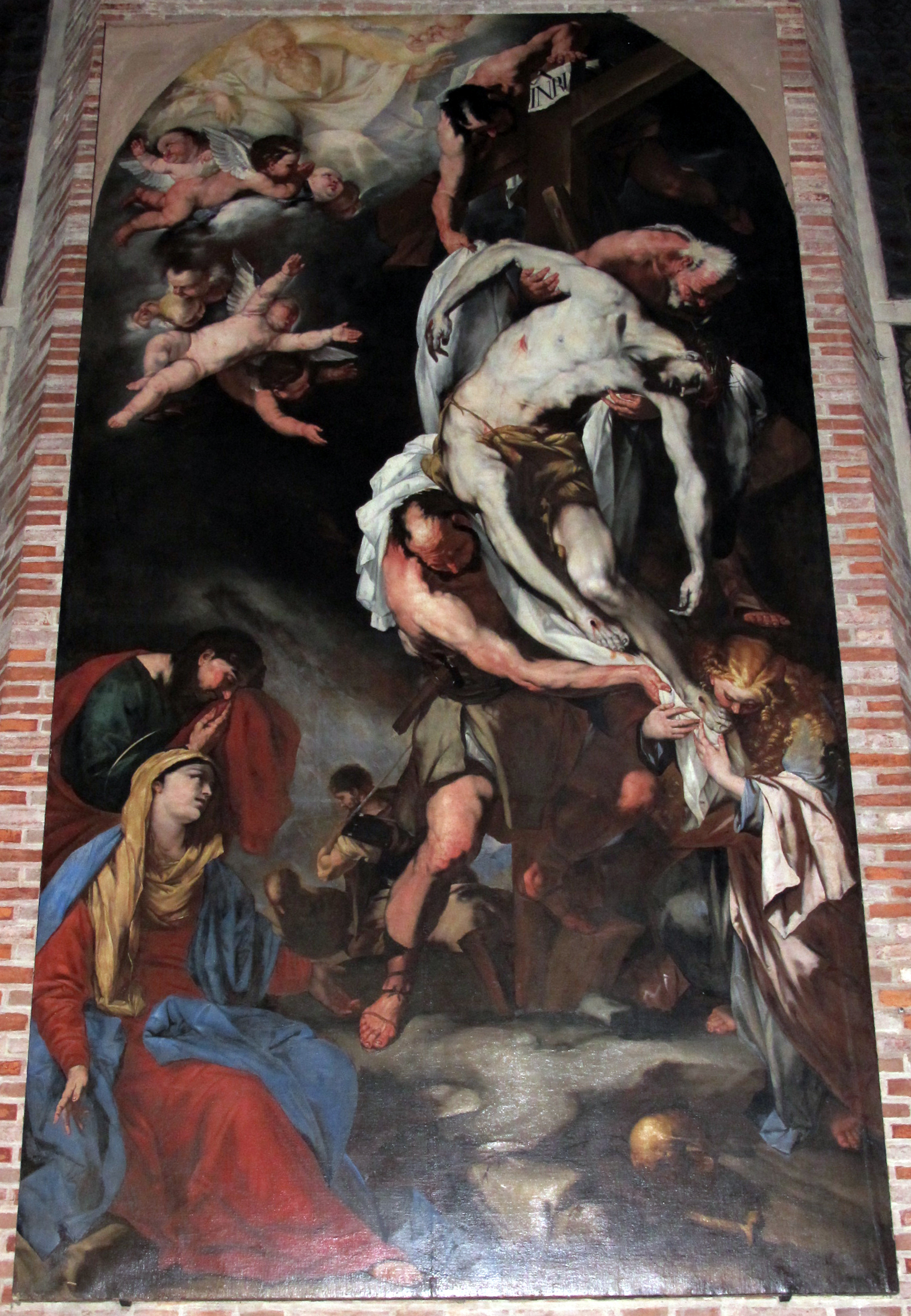
Deposizione, copia di una simile di Luca Giordano

#### Braccio destro del transetto e Cappella del Santissimo
- L'ancona per l'altare della Pietà fu commissionata nel 1474 dalla famiglia Pojana allo scultore Pietro Lombardo da Carona.
- Il monumento sepolcrale a Giacomo Zanella
- Cappella di San Francesco d'Assisi (Cappella del Santissimo)

Dedicata a San Francesco dal 1324; l'altare del XVII secolo proviene dalla chiesa di Santa Maria Nova ed è sormontato da una statua di marmo di Carrara raffigurante San Francesco d'Assisi di Vittorio Guelfi (1934). Sulla parete destra è il sarcofago di Guilielmo Pagello (1362) proveniente dalla chiesa di Santa Corona, qui collocato nel 1839. Sulla parete di sinistra il monumento funebre di Isabella Alidosio (1571).

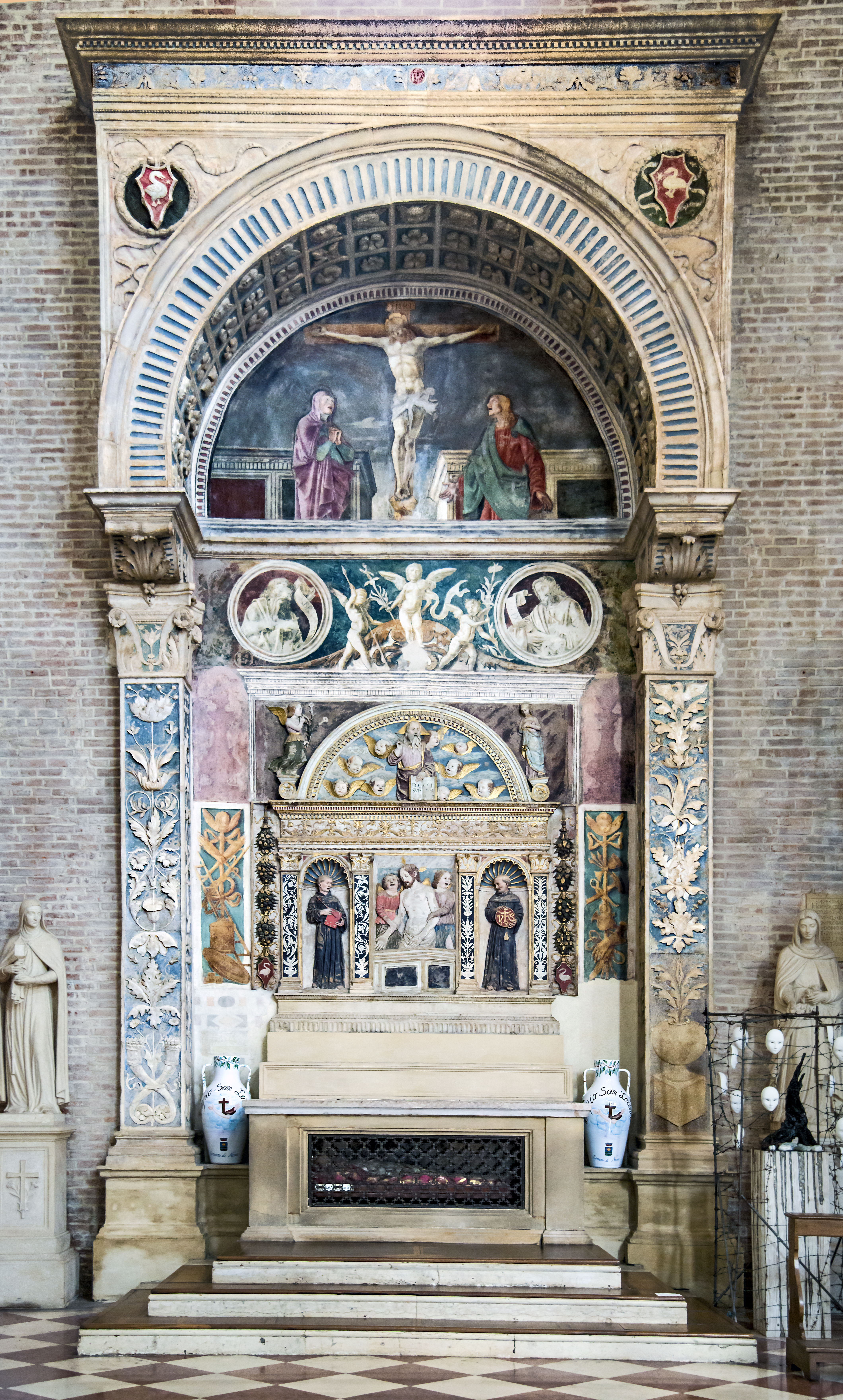
Altare Pojana di Pietro Lombardo
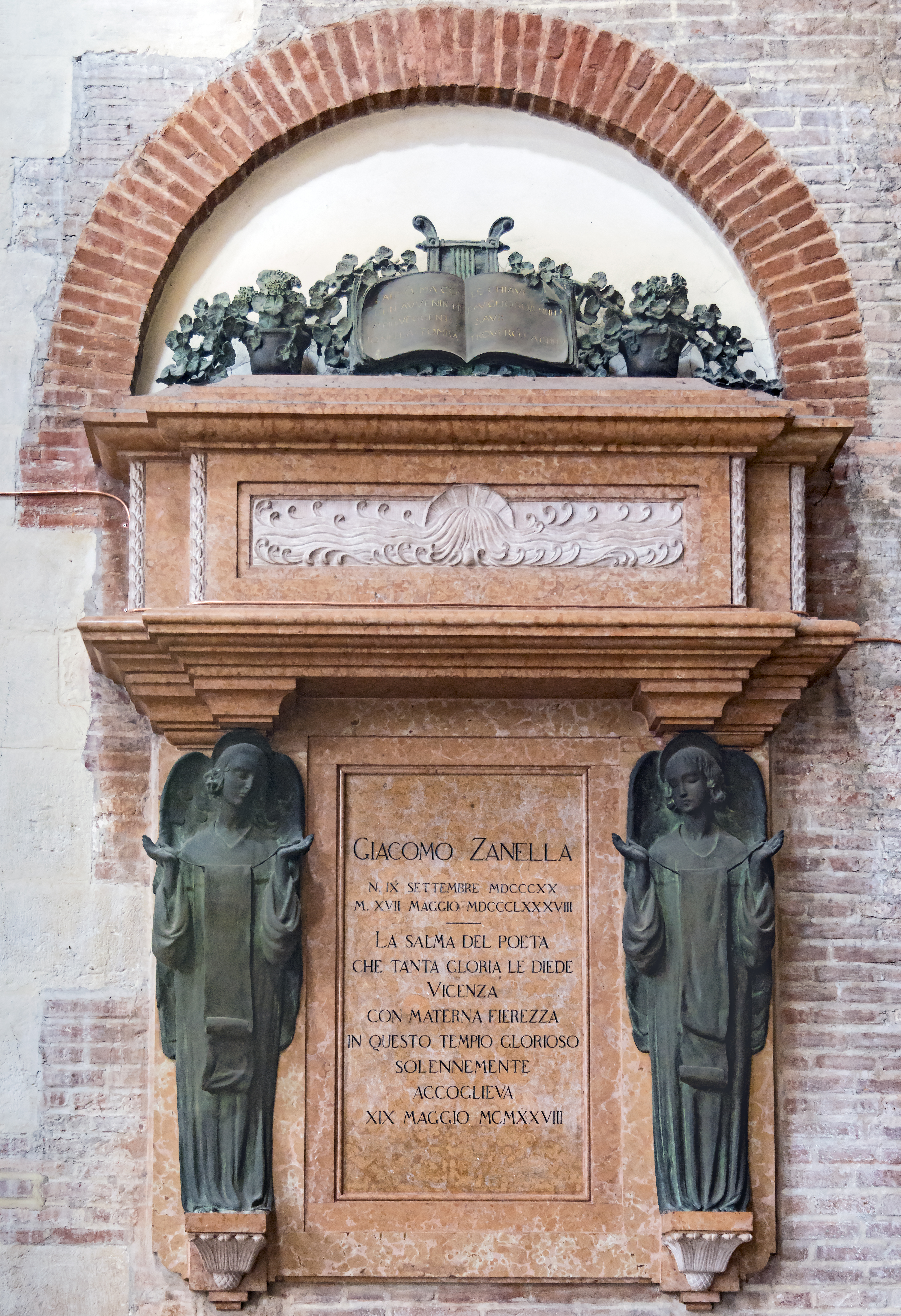
Tomba di Giacomo Zanella
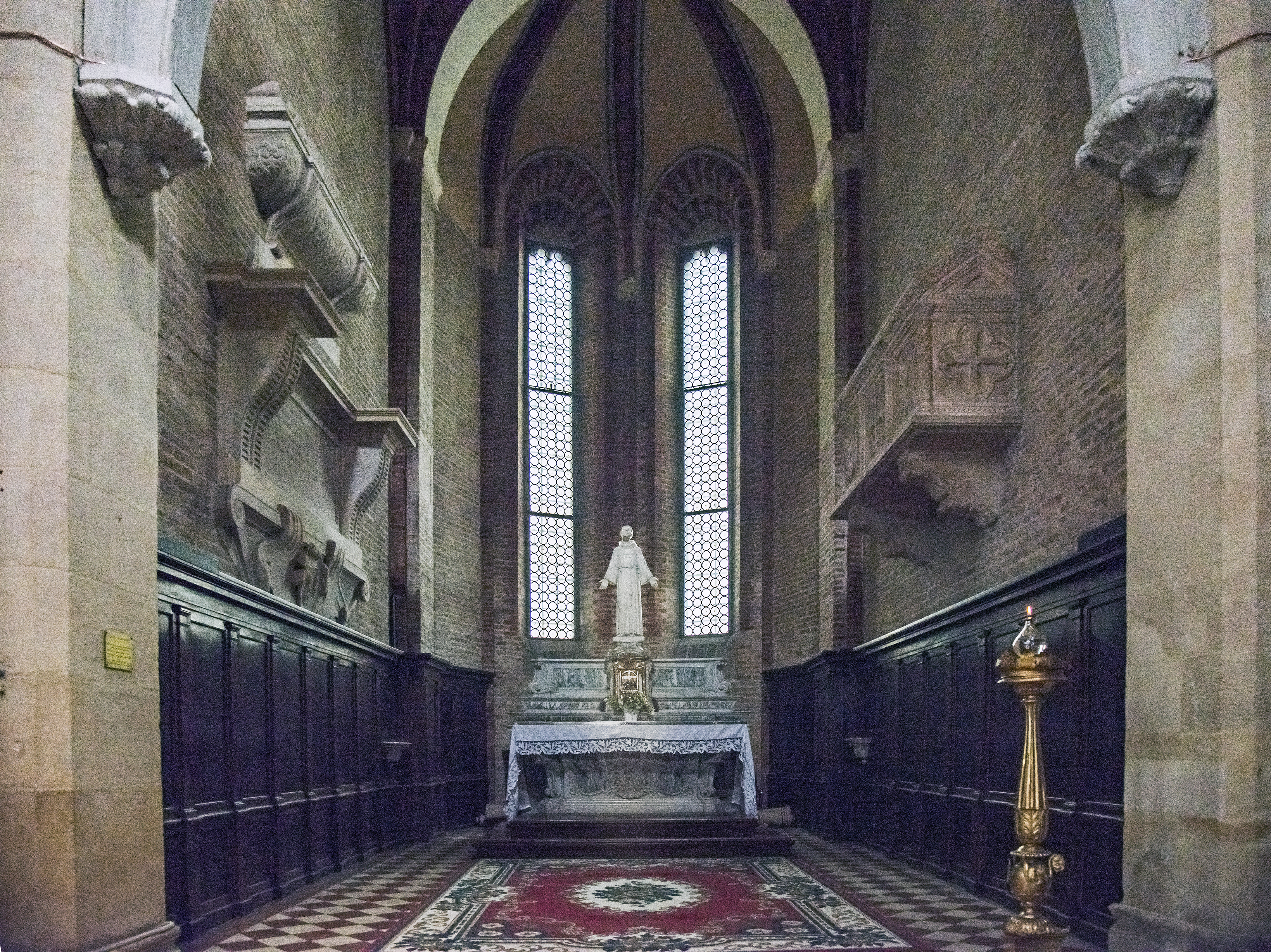
Cappella del Santissimo
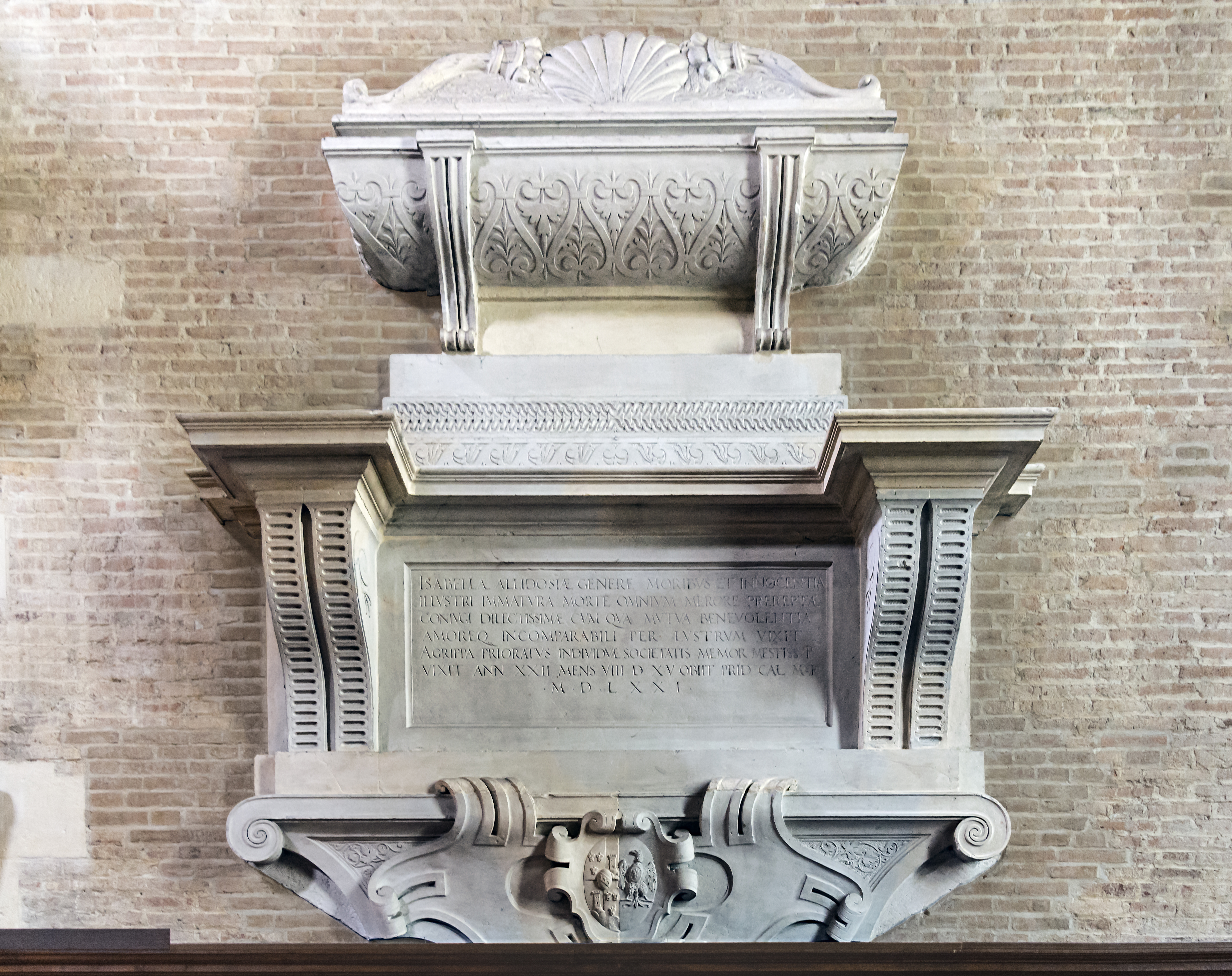
Monumento funebre di Isabella Alidosio
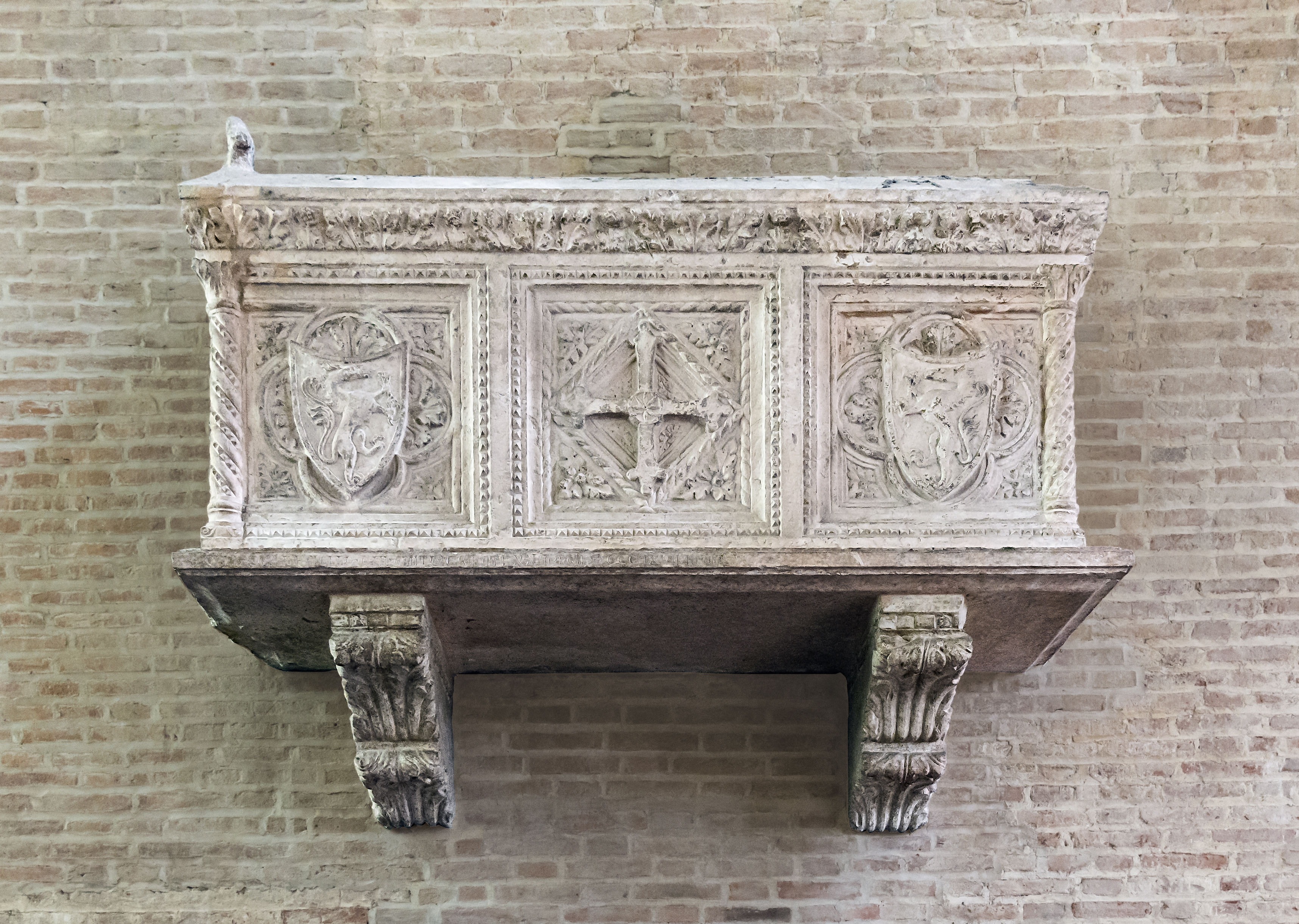
Sarcofago Guilielmo Pagello (1362)

#### Cappella maggiore
L'abside principale, sollevata da quattro gradini, ospita il coro liturgico, con l'altare maggiore al centro. Il coro è illuminato da cinque finestre oblunghe e ha un perimetro esterno poligonale.
L'altare maggiore è opera del XVIII secolo. L'altare originale del 1269 fu demolito nel 1731 per ricostruirlo in maniera più moderna per rendere la Chiesa più luminosa. Nel 1938 fu aggiunto un tabernacolo del XVII secolo, inizialmente a San Giovanni in Bragora a Venezia. Sopra l'altare è collocato un crocifisso ligneo della seconda metà del XV secolo (qui posto nel 1960).
Sulla parete destra vi sono due grandi tele raffiguranti la Presentazione di Maria al tempio e Gesù risorto appare a Maria. Queste due opere sono firmate da Francesco Pittoni (zio del più famoso Giambattista).
Sulla parete sinistra trovano posto due monumenti. Il monumento a Leonardo Porto e ai suoi figli Pietro e Ludovico, spostato nel coro nel 1914, inizialmente era collocato nella terza campata sinistra, dove è stato scoperto l'affresco trecentesco ora visibile. Fu ordinato per via testamentaria nel 1545 da Leonardo Porto e fu eretto nel 1564 dai figli sopravvissuti, secondo le disposizioni che volevano le urne separate. Al centro, sopra, è l'urna del padre, la più importante; più in basso sono collocate le tombe dei figli, che poggiano su un grande zoccolo con la scritta: Paulus Ioannes Camillus Symon Fratres patri. Ac fratribus moestissimi chiedere Klendis ianuarii M.D.LXIII. Le armi della famiglia Porto, con l'aquila bicefala, sono visibili nel centro. L'attribuzione di questo monumento è controversa: alcuni pensano a Palladio, altri a Michele Sanmicheli. 

Il monumento funerario a Ippolito Porto, nobile di Vicenza, deceduto nel 1572, celebra la sua gloriosa impresa: la cattura, nella battaglia di Mühlberg, di Federico di Sassonia, grande nemico dell'imperatore Carlo V. L'autore delle sculture sarebbe Lorenzo Rubini. Originariamente collocato nel coro, il monumento fu trasportato nella quarta campata destra nel 1839 per tornare nel coro nel 1914.

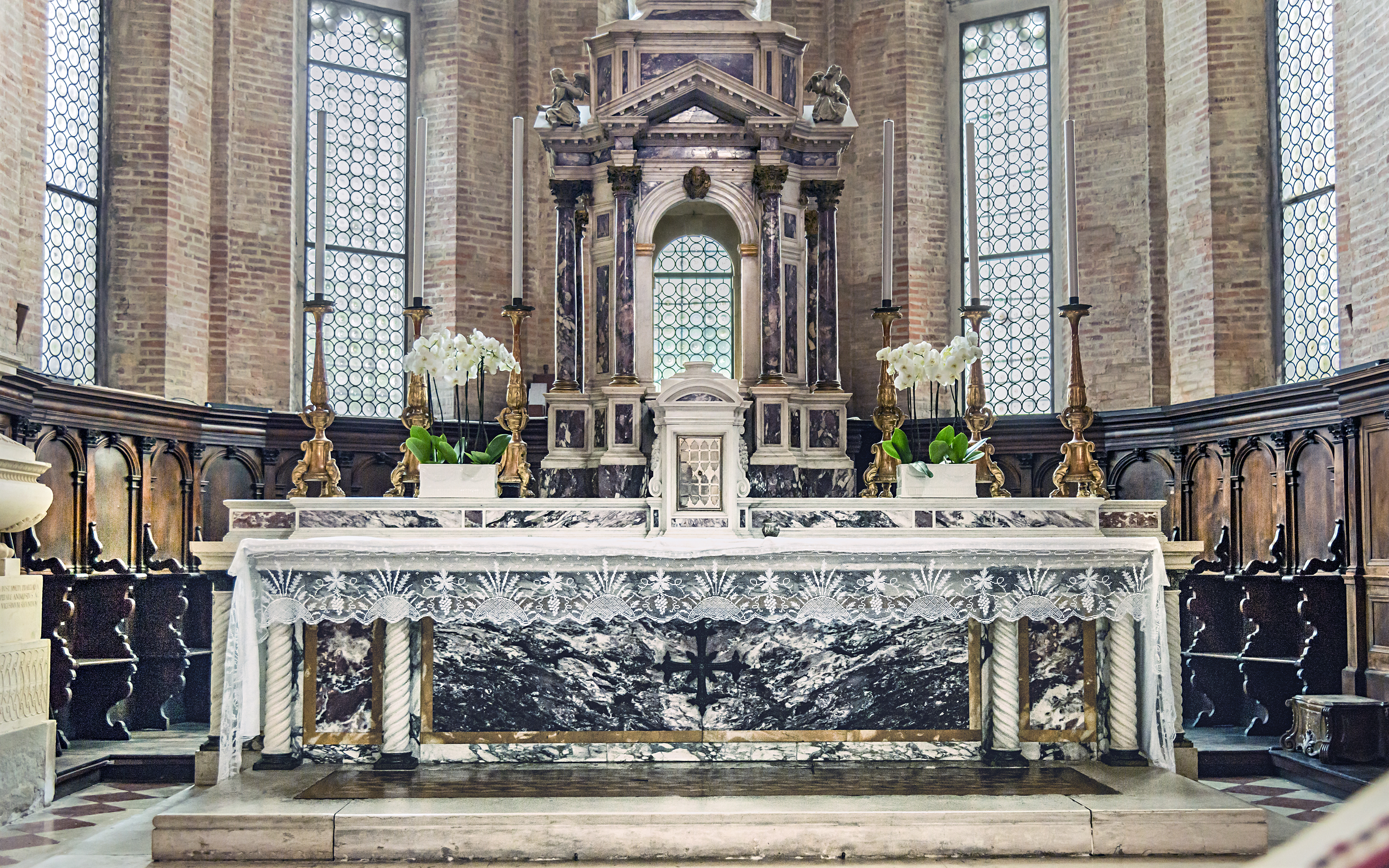
L'altare maggiore
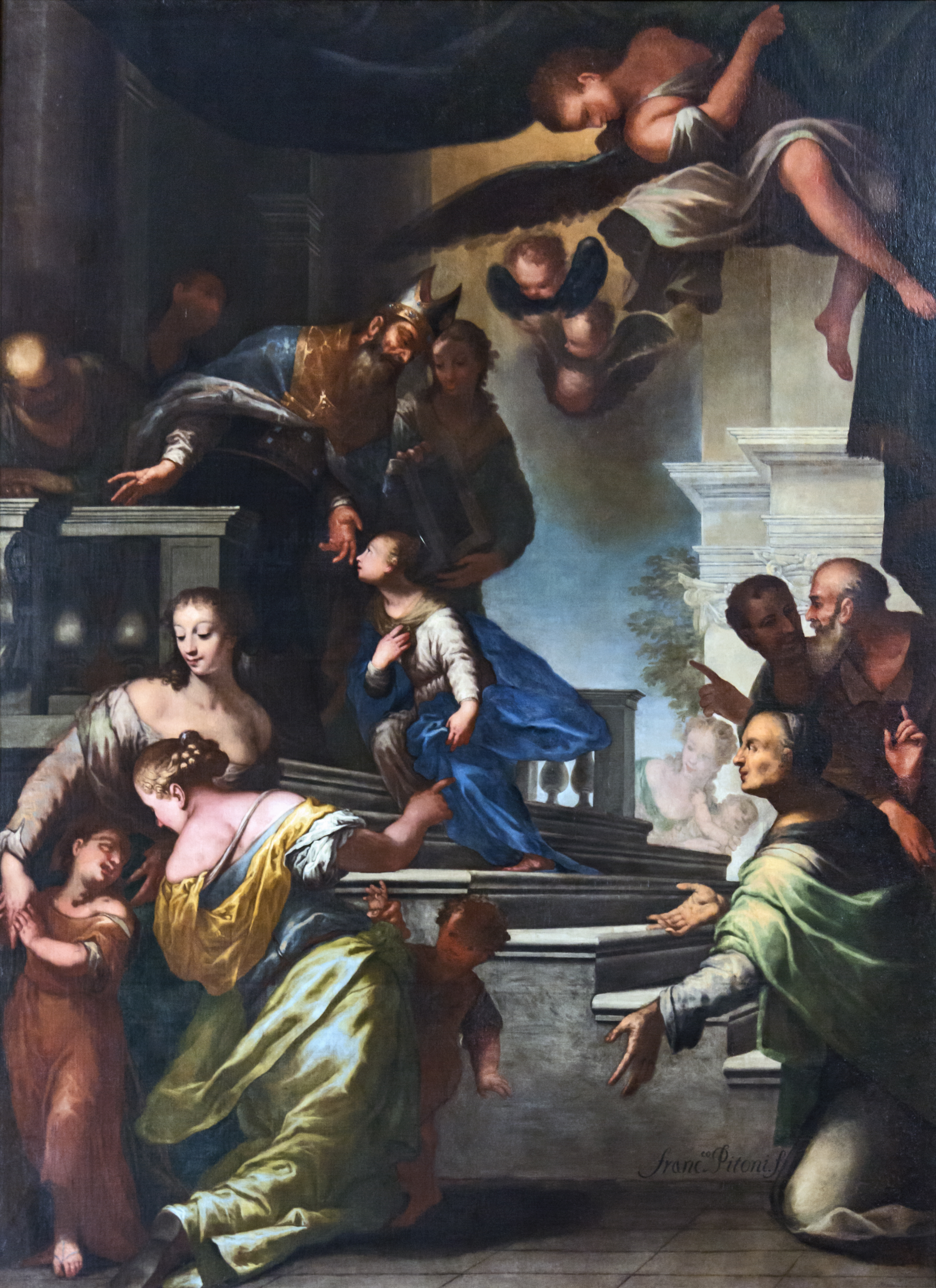
Presentazione di Maria nel tempio
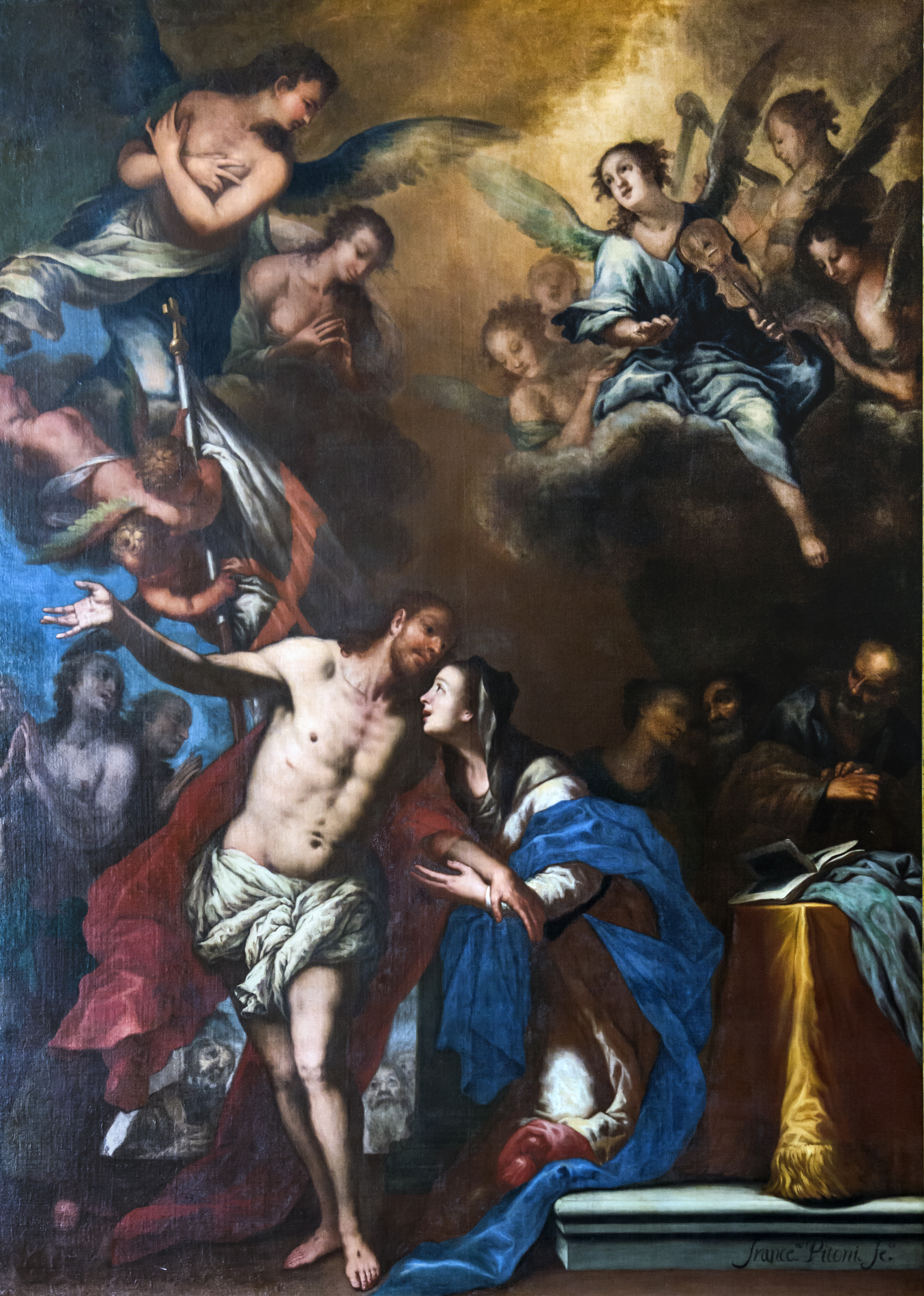
Gesù risorto apparso a Maria
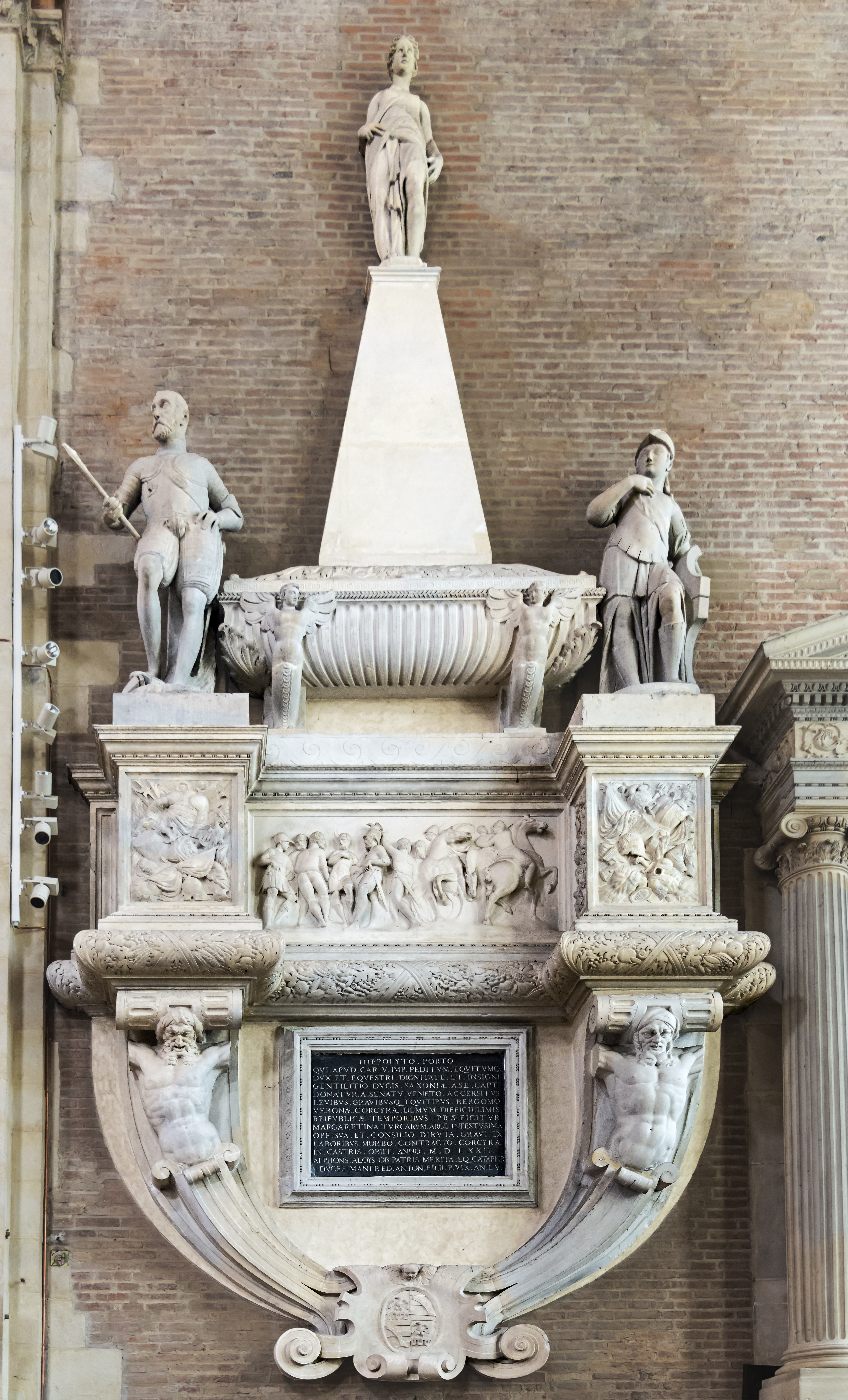
Monumento a Ippolito Porto
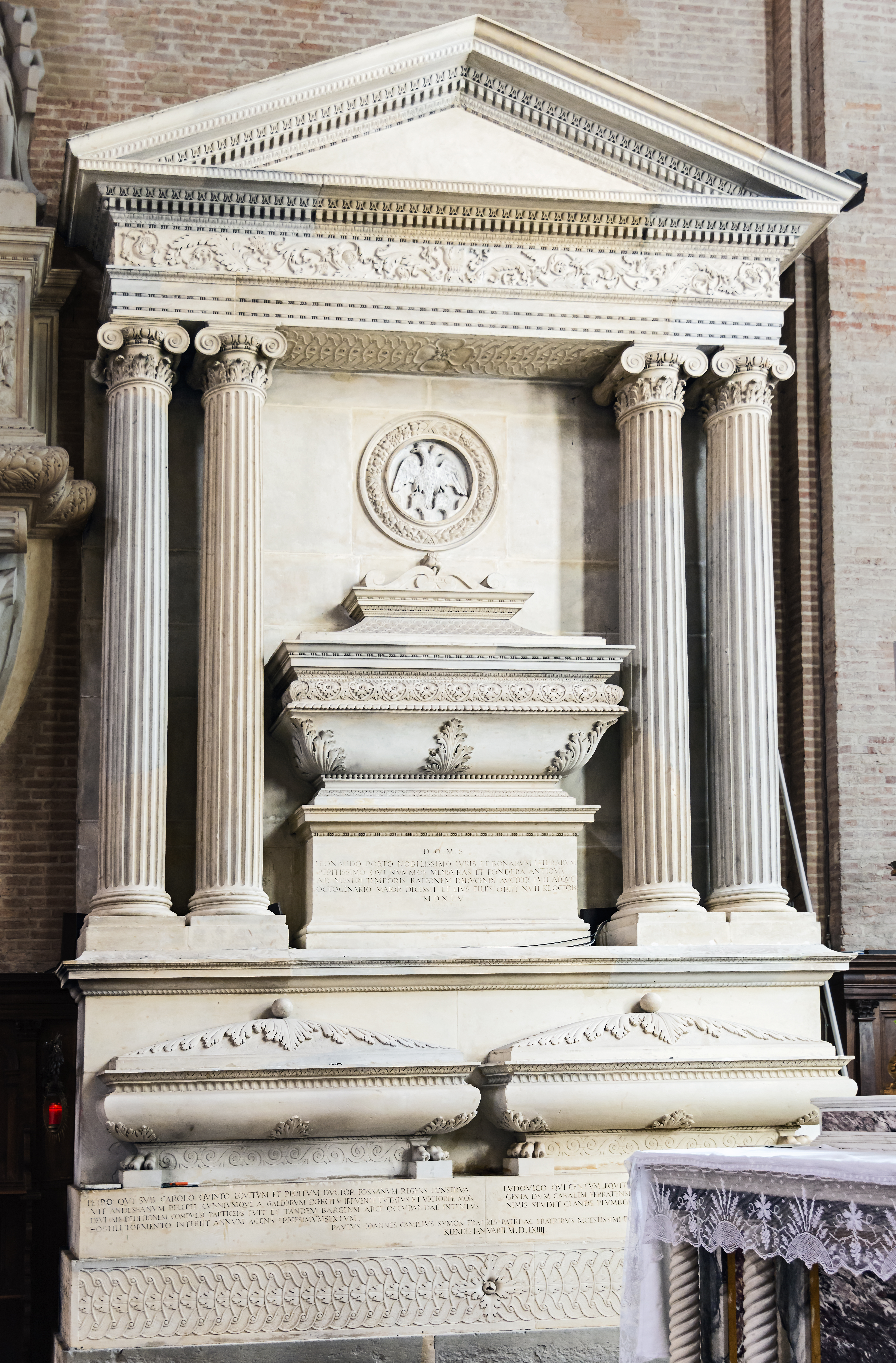
Monumento a Leonardo Porto

#### Navata sinistra
La prima campata è occupata dal grande altare Piovene, un assemblaggio di elementi diversi per epoca e caratteri. La cornice di pilastri e lesene, ornati di frasche e festoni di strumenti bellici (a ricordare i membri della famiglia che militarono per la Serenissima e altri stati europei), appartiene al primitivo altare del 1528. I fastosi capitelli corinzi, la trabeazione e la cornice, lo stemma e il cartiglio sono aggiunte della fine del secolo, mentre il basamento e i piedistalli sono della metà del Settecento. La tela con il Padre eterno sollevato dagli angeli è di Matteo Ingoli e proviene dalla demolita chiesa veneziana del Corpus Domini.
Segue, nella seconda campata, il monumento con il busto e l'arca di Brunoro Volpe, quest'ultima forse opera del Palladio; sopra di esso l'arca trecentesca di Trevisano Volpe; entrambe portate qui a metà dell'Ottocento dalla chiesa di Santa Corona.

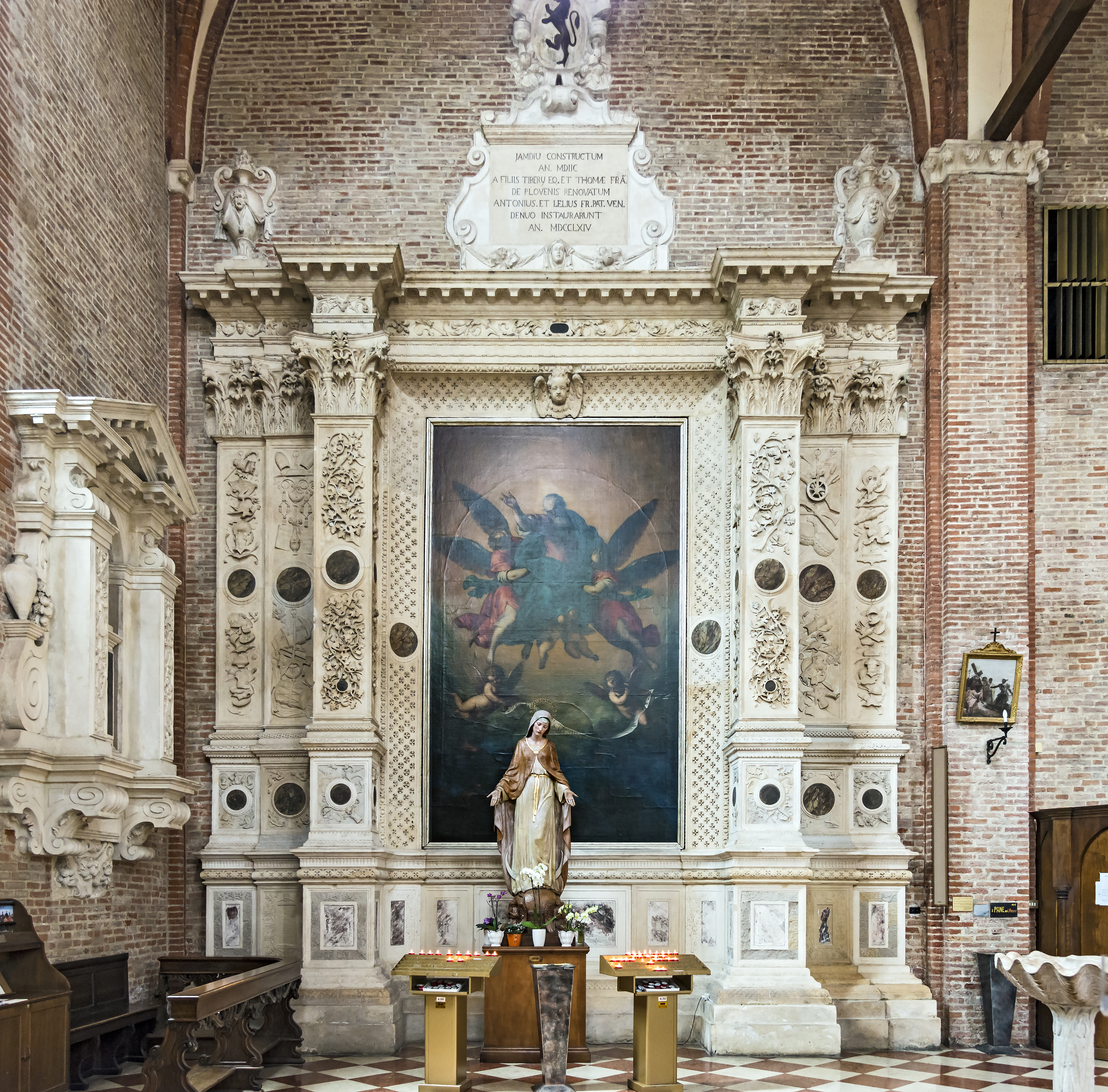
Altare della famiglia Piovene nella prima campata sinistra
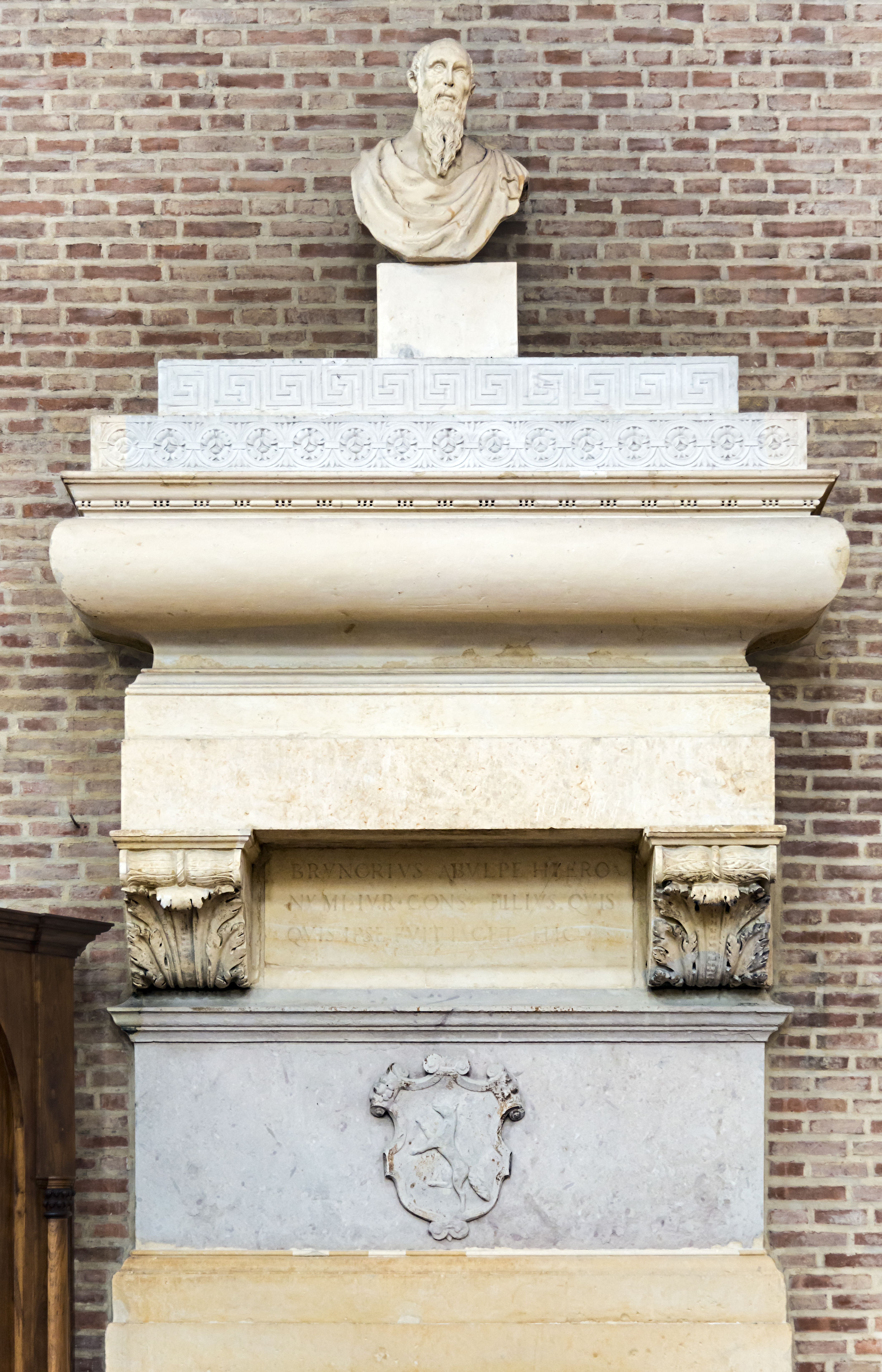
Monumento funebre con l'arca palladiana di Brunoro Volpe
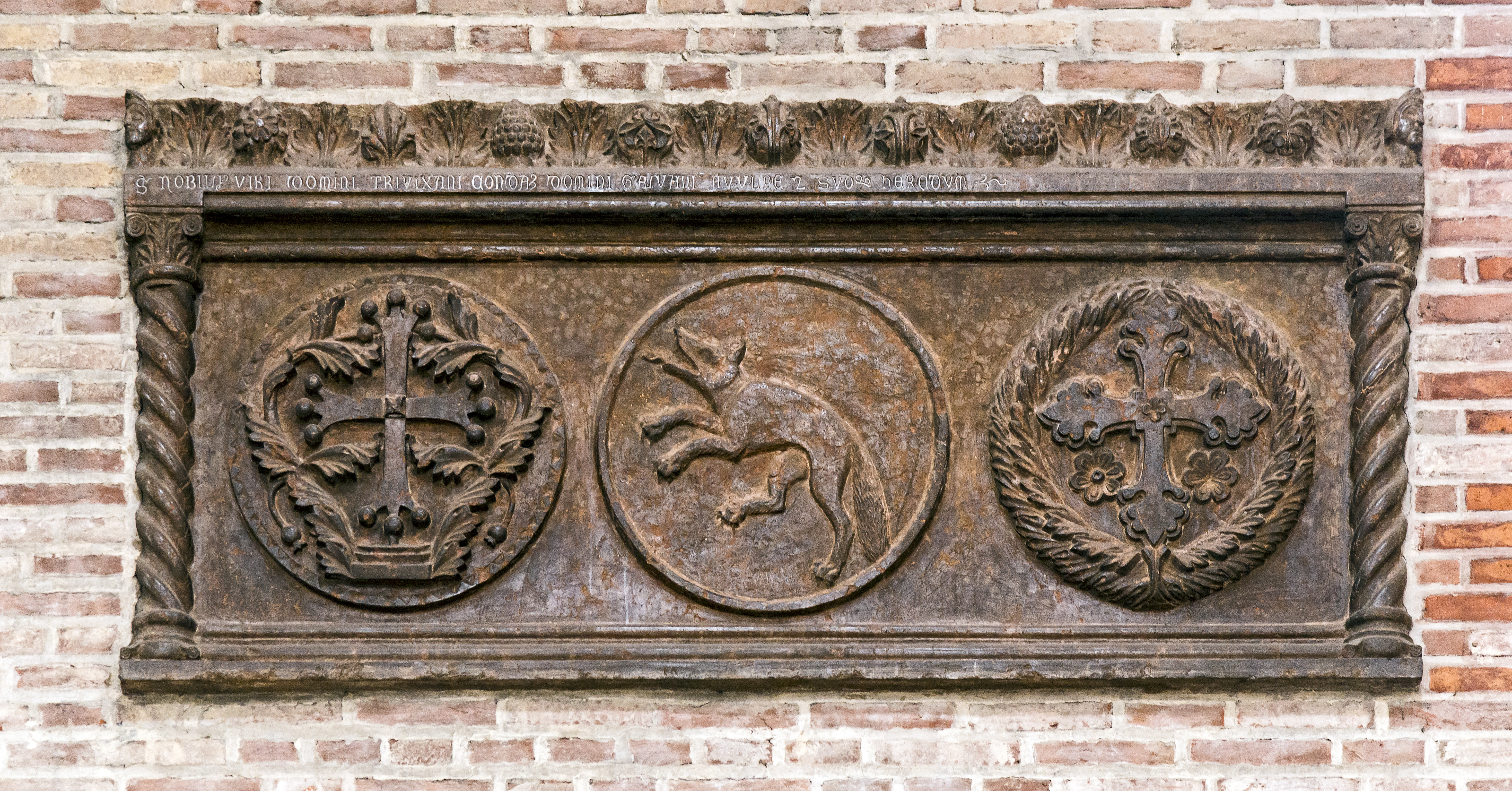
L'arca di Trevisano Volpe

Nella terza campata vi è una larga nicchia con un ampio frammento del Compianto sul Cristo deposto, probabilmente dei primissimi anni del Quattrocento e riportato alla luce nel 1914. Il Cristo deposto, andato perduto, è sostituito da una scultura moderna in terracotta. Alla sua sinistra, un'altra nicchia con la statua bronzea di San Massimiliano Maria Kolbe, dello scultore Nereo Quagliato del 1983. Alla destra, invece, una grande tela raffigurante l'Estasi di San Giuseppe da Copertino, del veronese Felice Boscarati realizzato intorno al 1762 par l'altare Gualdo.
Un altare di fine Quattrocento, che incornicia una tela cinquecentesca con San Lorenzo e la graticola, occupa la quarta campata. Opera di grande raffinatezza, probabilmente dei maestri lapicidi comaschi venuti a Vicenza nella bottega di Pedemuro San Biagio. A destra e a sinistra dell'altare due lapidi ricordano i Trissino, che qui avevano un altare dedicato a san Lorenzo, scomparso nel 1615.
Nella quinta campata, l'altare fatto costruire nel 1486 da Giovanni Magrè - in sostituzione di uno più antico già esistente nel 1288, cioè a chiesa non ancora ultimata - in cui risalta l'originaria doratura dell'intradosso e del catino, occupato dalla simbolica conchiglia. Incornicia una catena di Giulio Carpioni, raffigurante la Madonna che offre il bambino all'adorazione di Sant'Antonio da Padova.

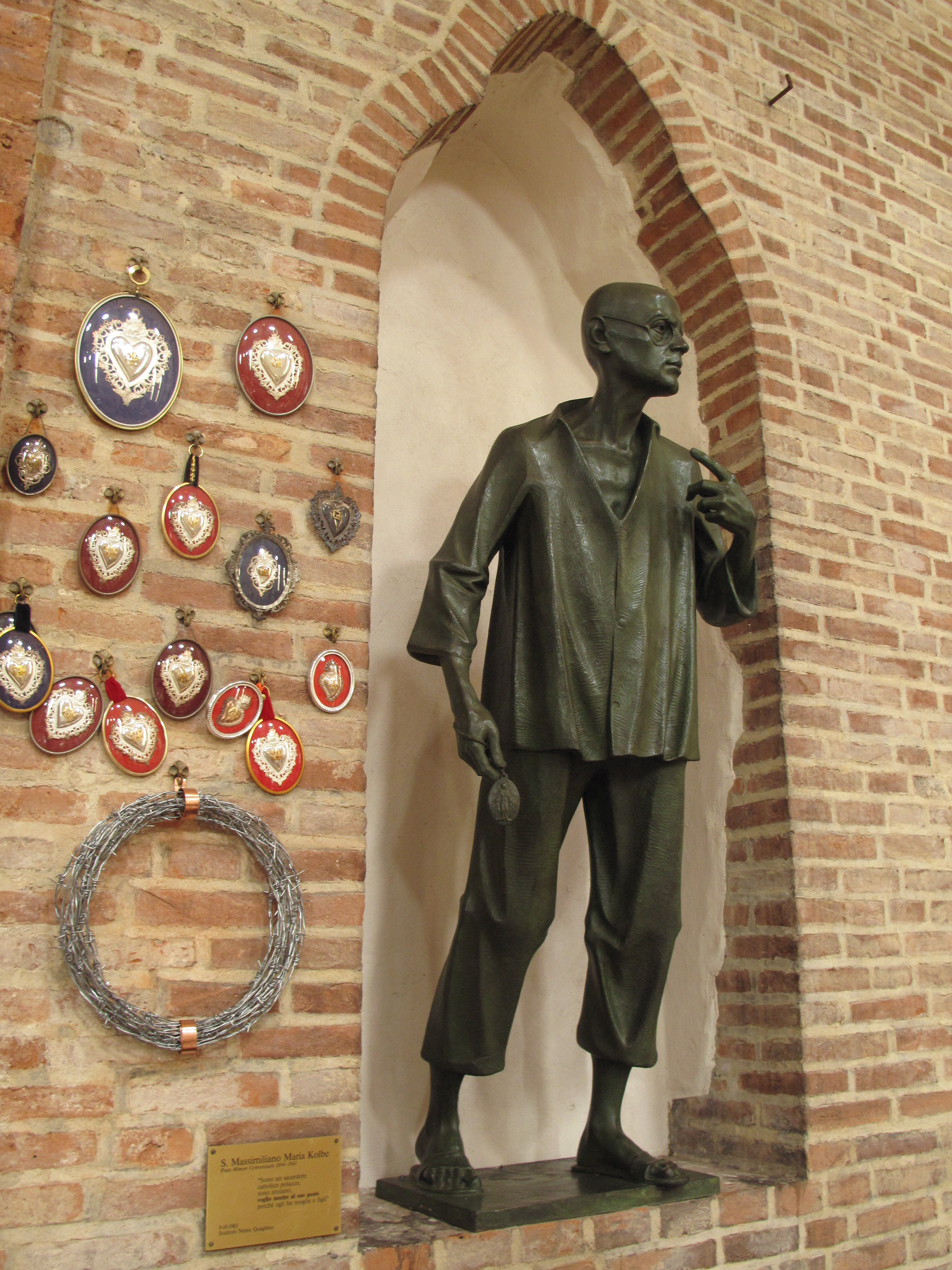
Monumento a San Massimiliano Maria Kolbe
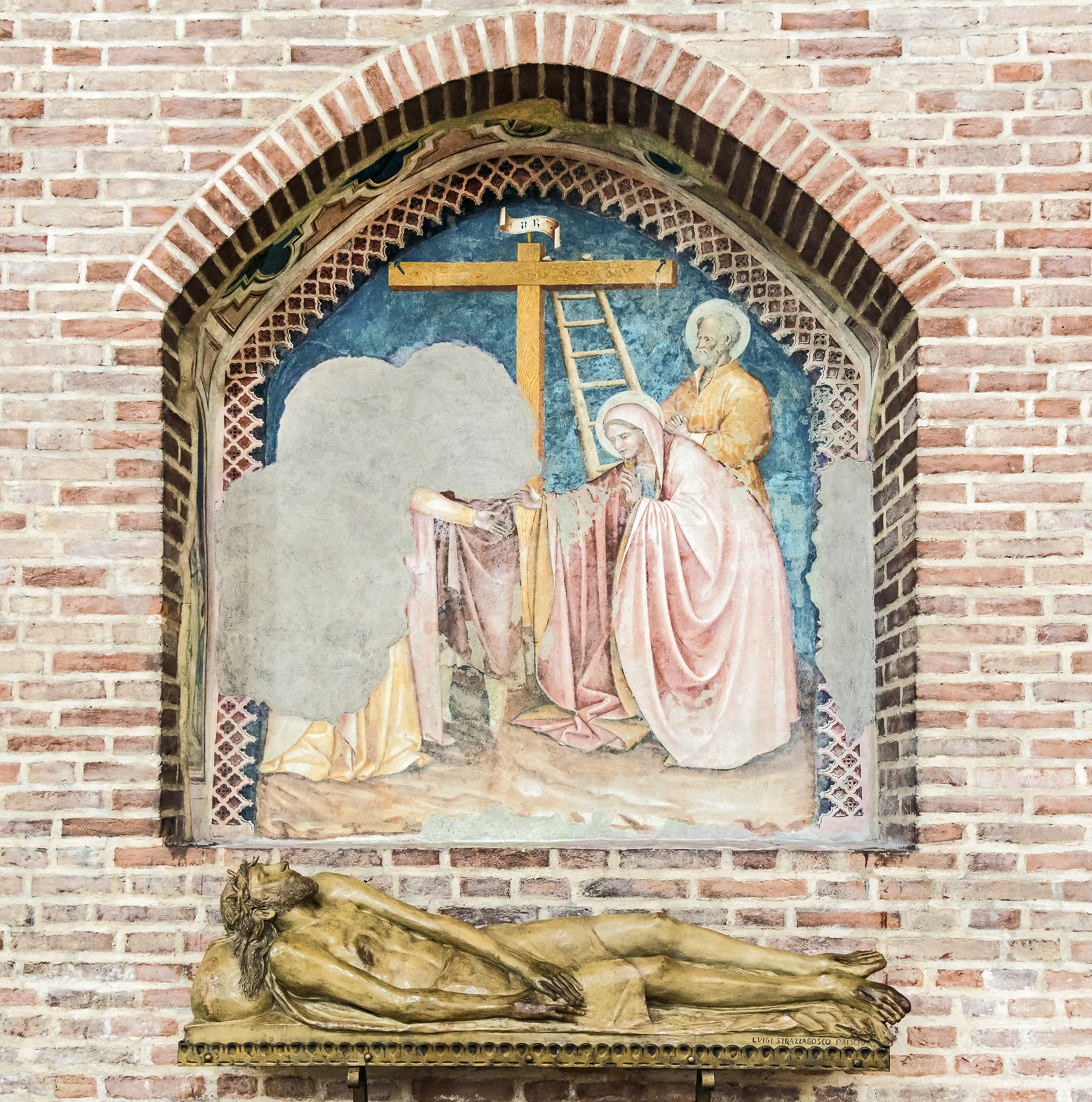
Compianto sul Cristo deposto, lunetta affrescata del Quattrocento
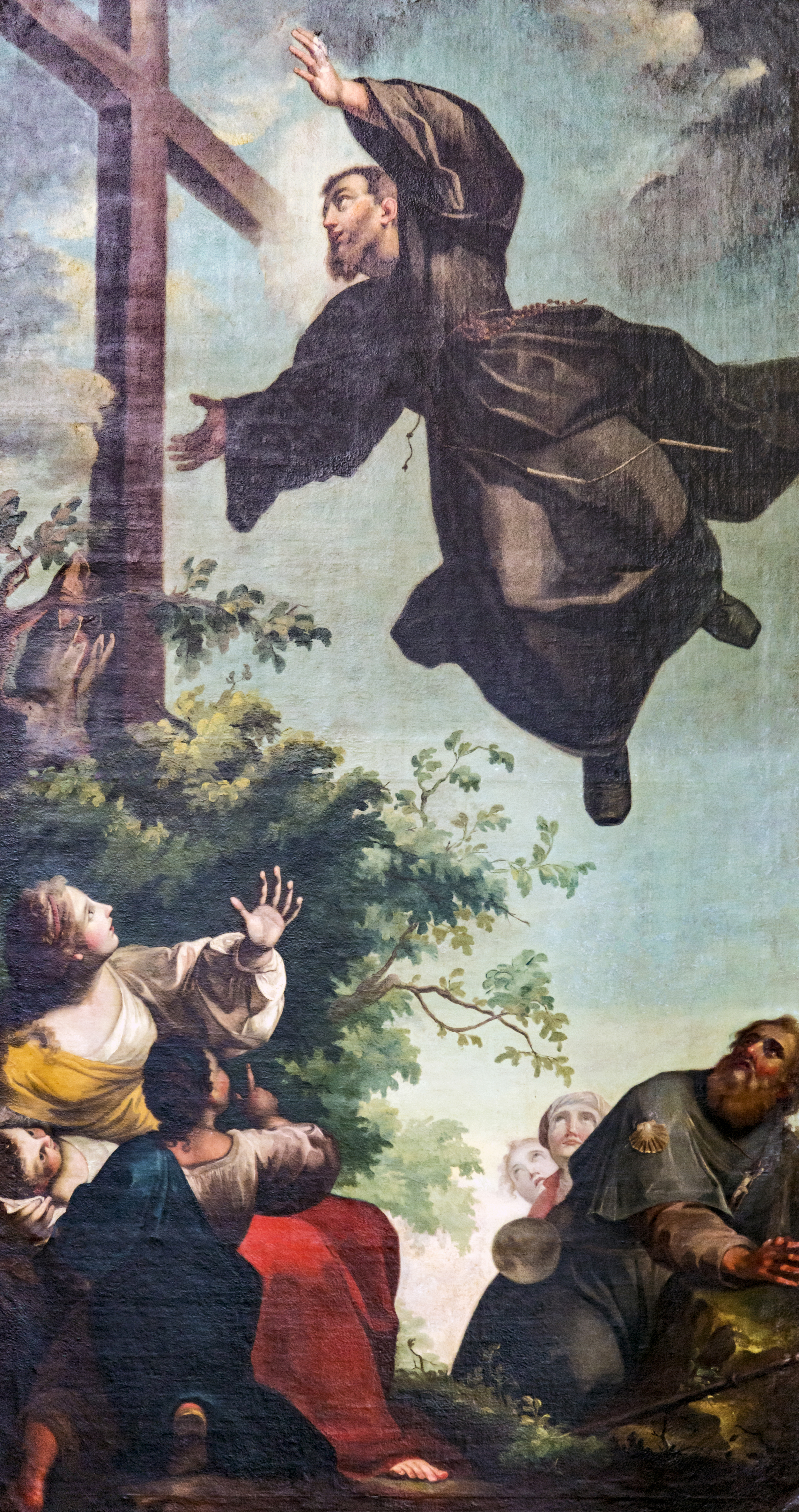
San Giuseppe da Copertino in estasi
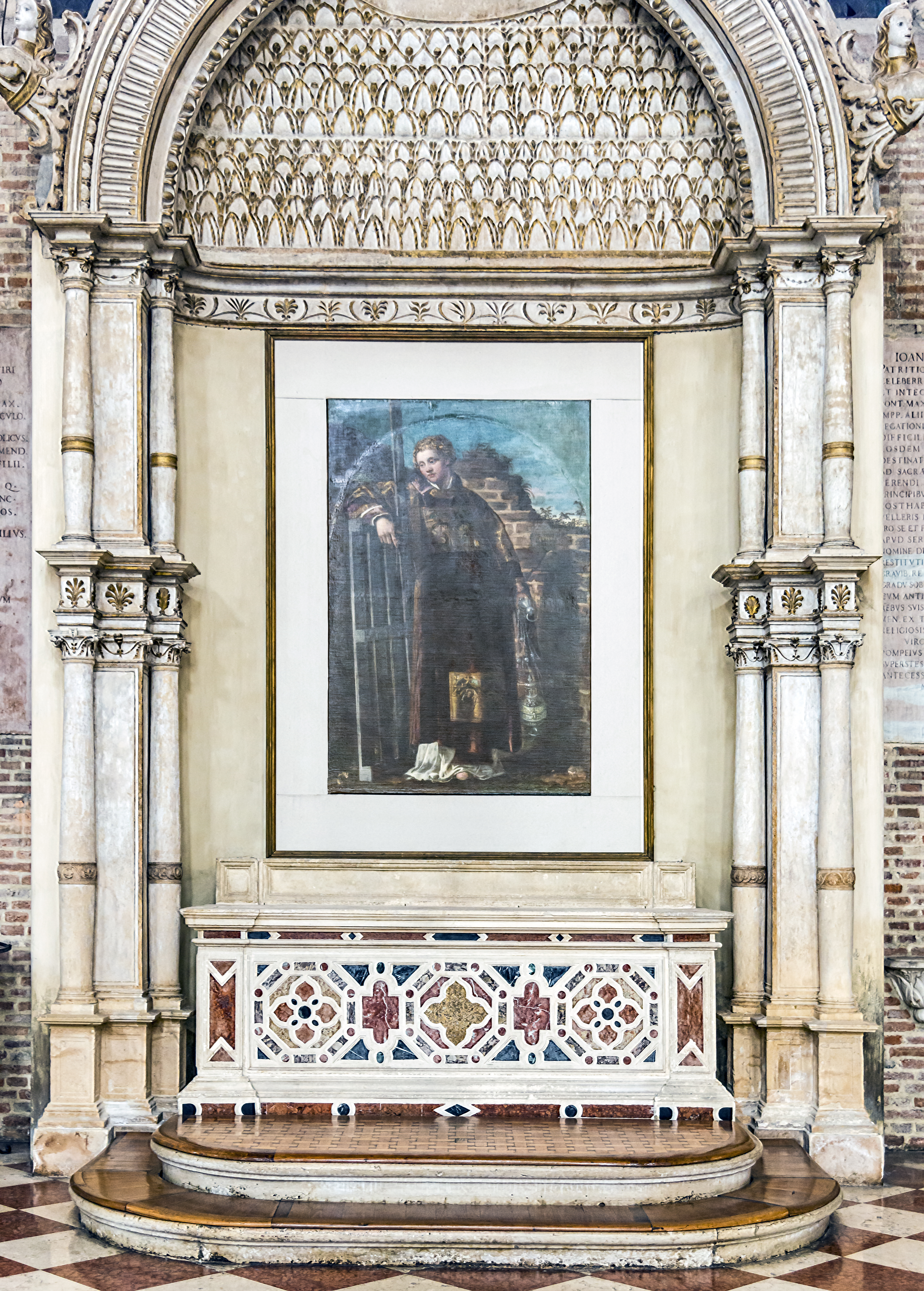
Altare di San Lorenzo
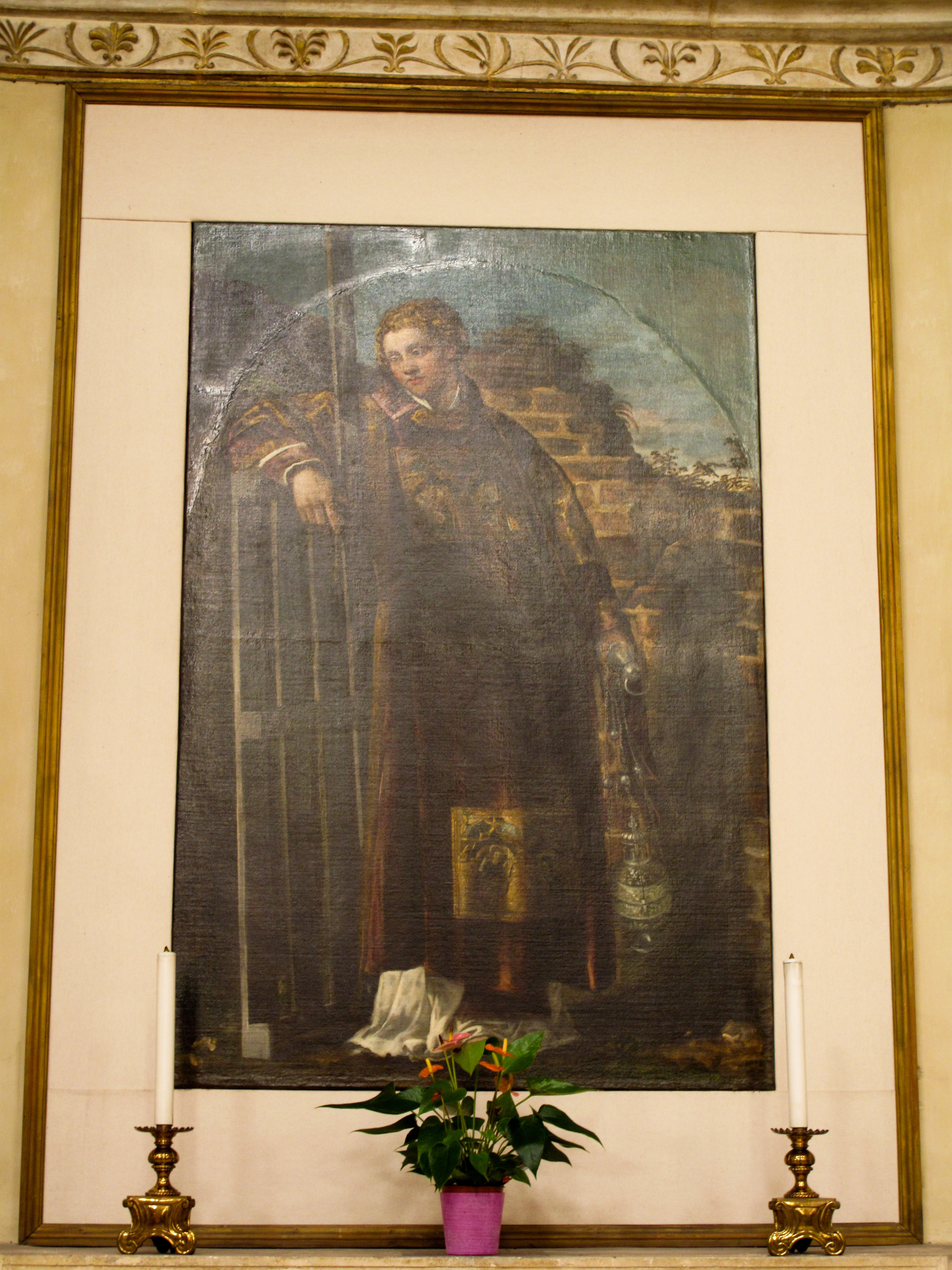
Altare di San Lorenzo, pala del Cinquecento
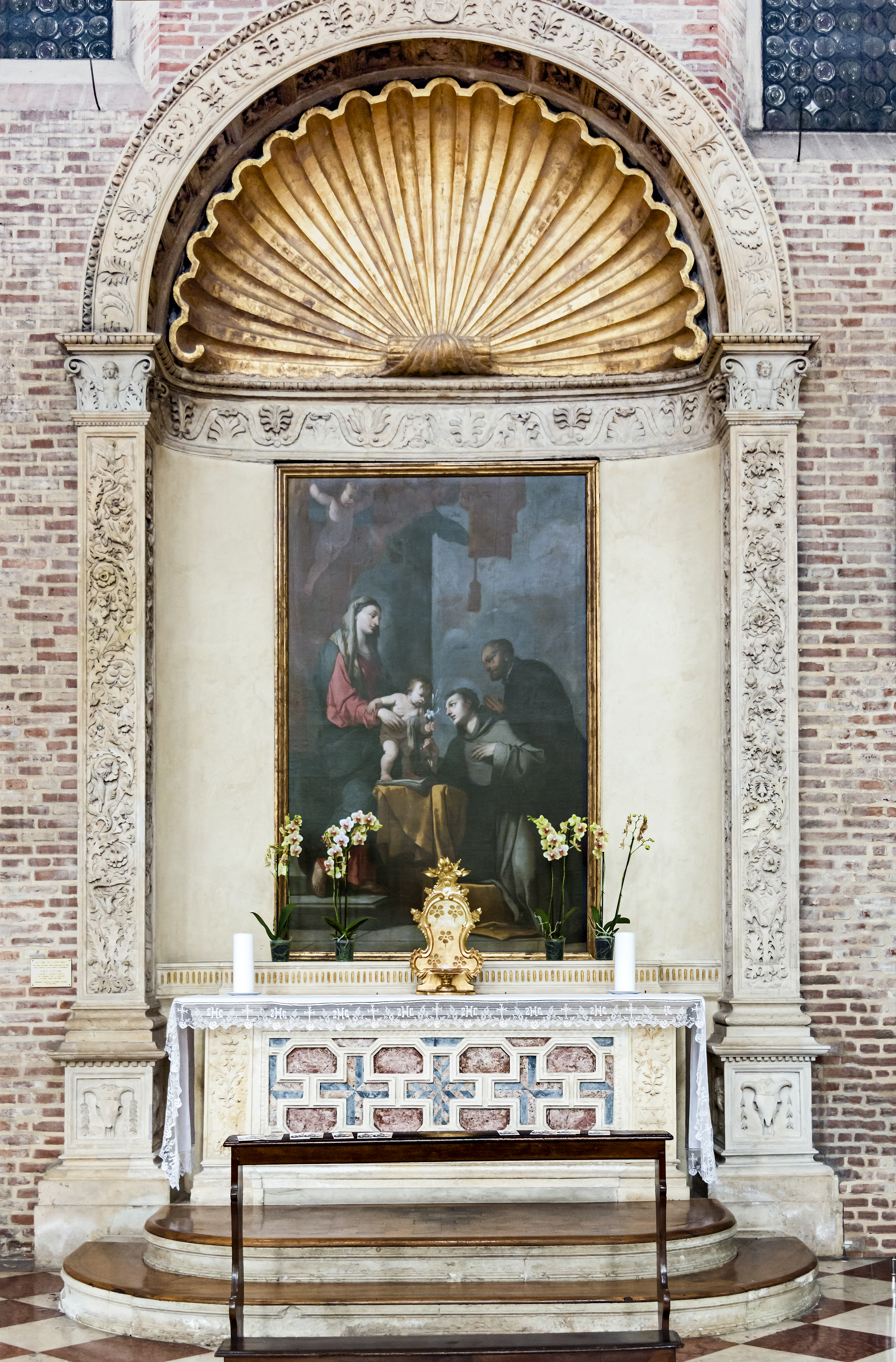
Altare Magrè, con la Madonna e Sant'Antonio

#### Braccio sinistro del transetto e cappella della Madonna
Nel transetto sinistro si trovano strutture architettoniche ancora romaniche, forse materiale di riporto o parti dell'antica cappella di san Lorenzo. In basso vi è la porta del campanile, sormontata da una lunetta affrescata intorno al 1320, con San Francesco che mostra le stimmate. Sopra la porta, una prima bifora che nella colonnina ha un capitello dell'XI secolo e una seconda, il cui capitello si sviluppa in filari di foglie sovrapposte.
In fondo alla navata si apre la cappella della Madonna, con abside e arco acuto di separazione dal transetto aggiunti nel 1443, quando la cappella passò in patronato dal Comune di Vicenza alla famiglia da Porto. Sopra ad un gradino con al centro lo stemma del Comune, l'altare con il gruppo della Madonna con il bambino e santi Pietro e Paolo, opera di Antonino da Venezia analoga a quella, più celebre e di maggior qualità, della Madonna in Santa Maria delle Grazie, sullo sfondo di un drappeggio in pietra ricoperto da stelle dorate, ricadente in pieghe e sorretto da tre angeli.
A destra dell'altare un piccolo tabernacolo, grazioso lavoro del tardo Quattrocento, e, in alto sulla parete sinistra, la bella Arca di Bartolomeo da Porto, opera scultorea realizzata intorno al 1404 nella bottega di Pierpaolo dalle Masegne. Ai lati della bocca dopo, le due figure dei Santi Pietro e Paolo, affreschi già attribuiti a Bartolomeo Montagna, ma forse di Giovanni Buonconsiglio, come il vicino affresco con la Decollazione di San Paolo, strappato e riportato su tela..

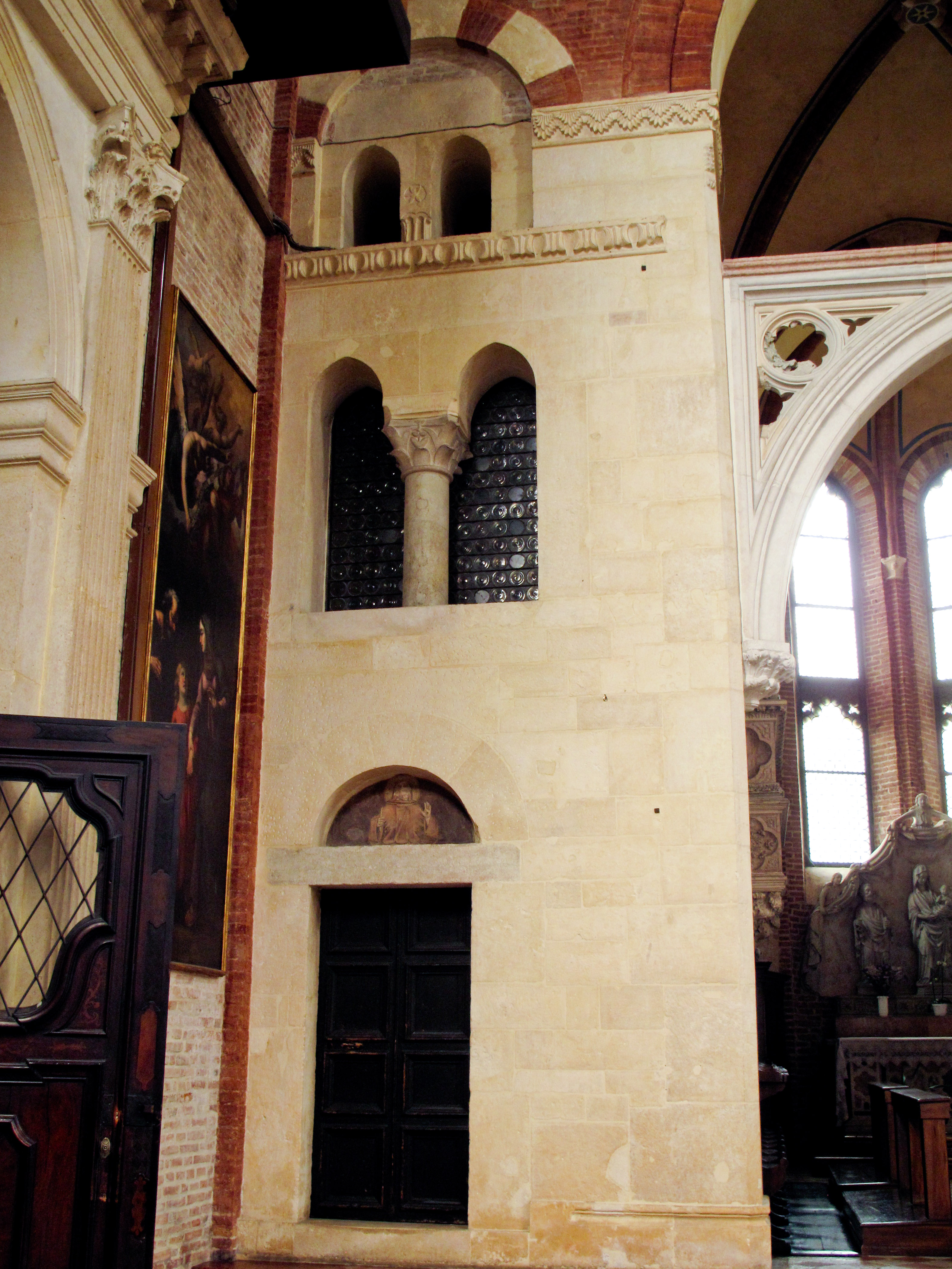
Transetto sinistro - Parti di antiche strutture e porta di accesso al campanile
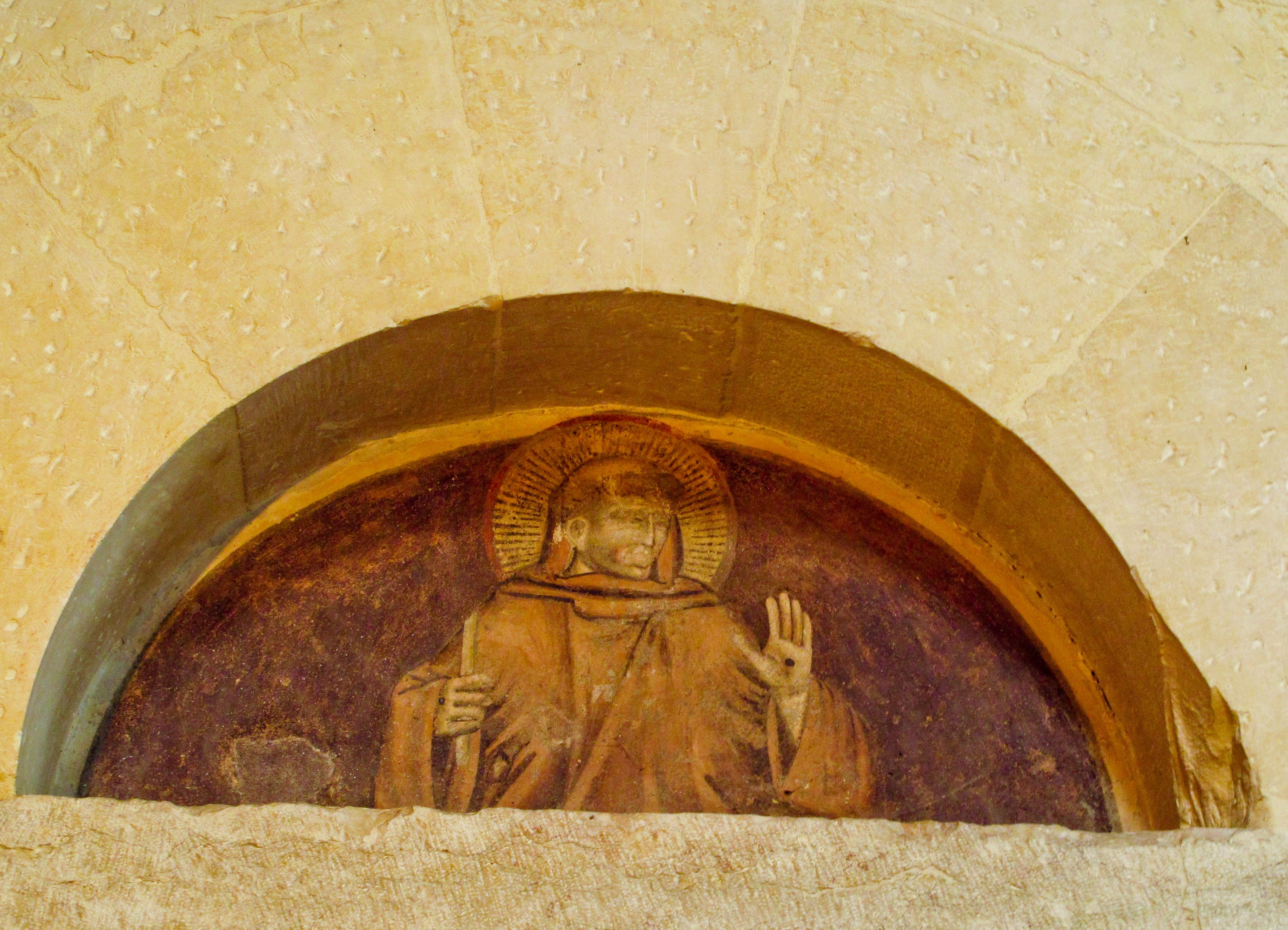
Transetto sinistro - San Francesco con le stimmate, lunetta di scuola giottesca affrescata sopra la porta d'accesso del campanile (1319-1320)
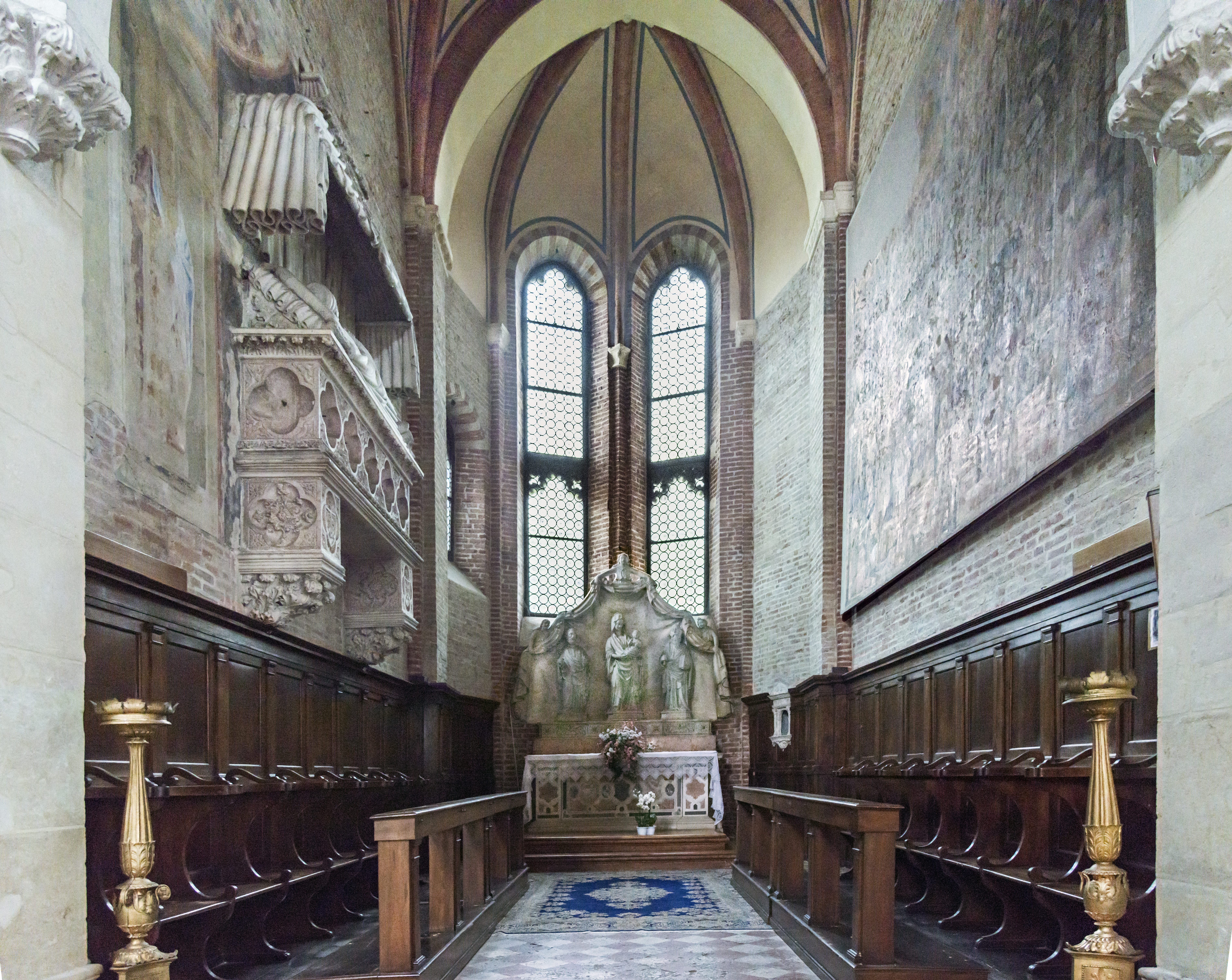
Cappella della Madonna
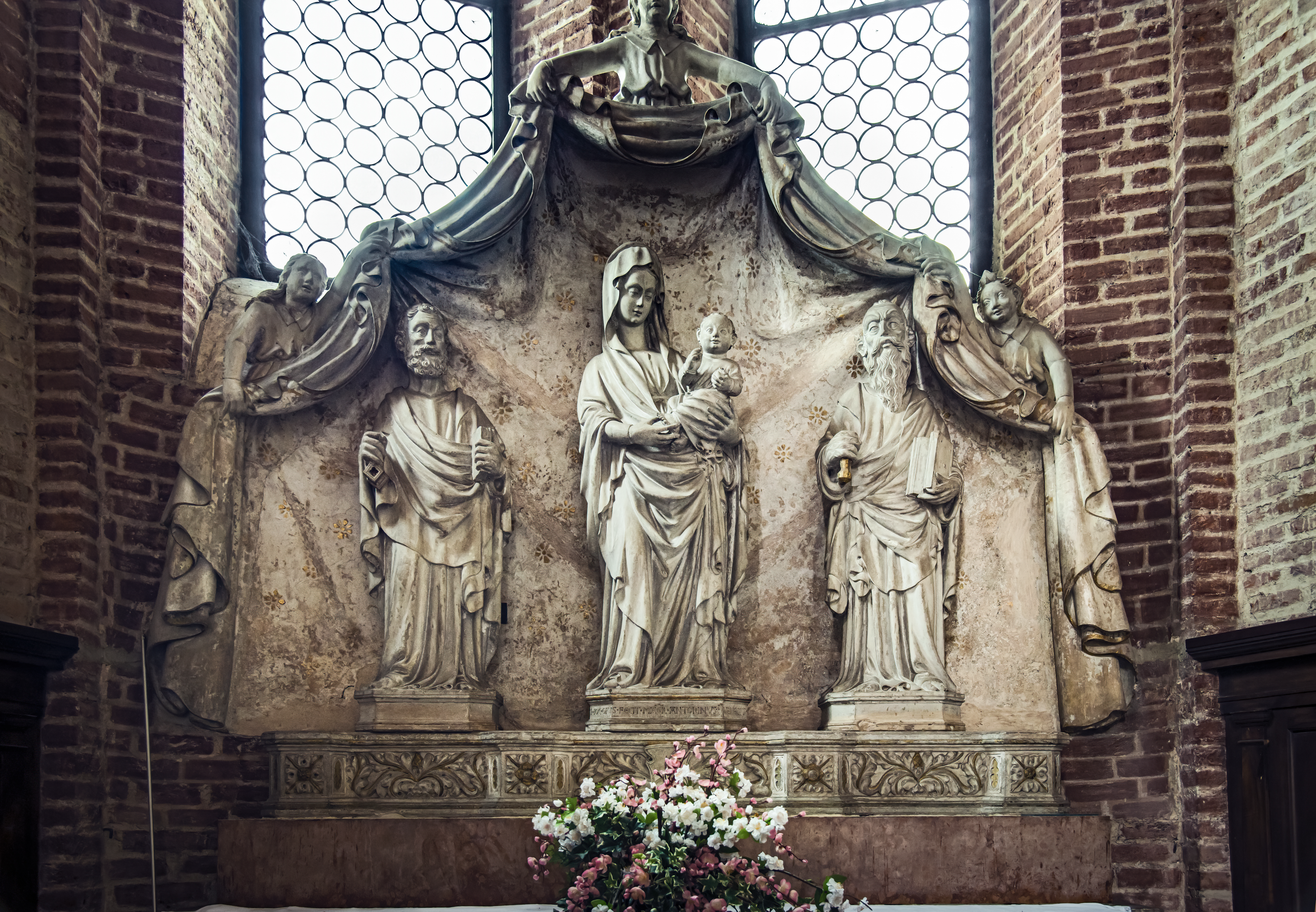
Vergine col Bambino di Antonino da Venezia
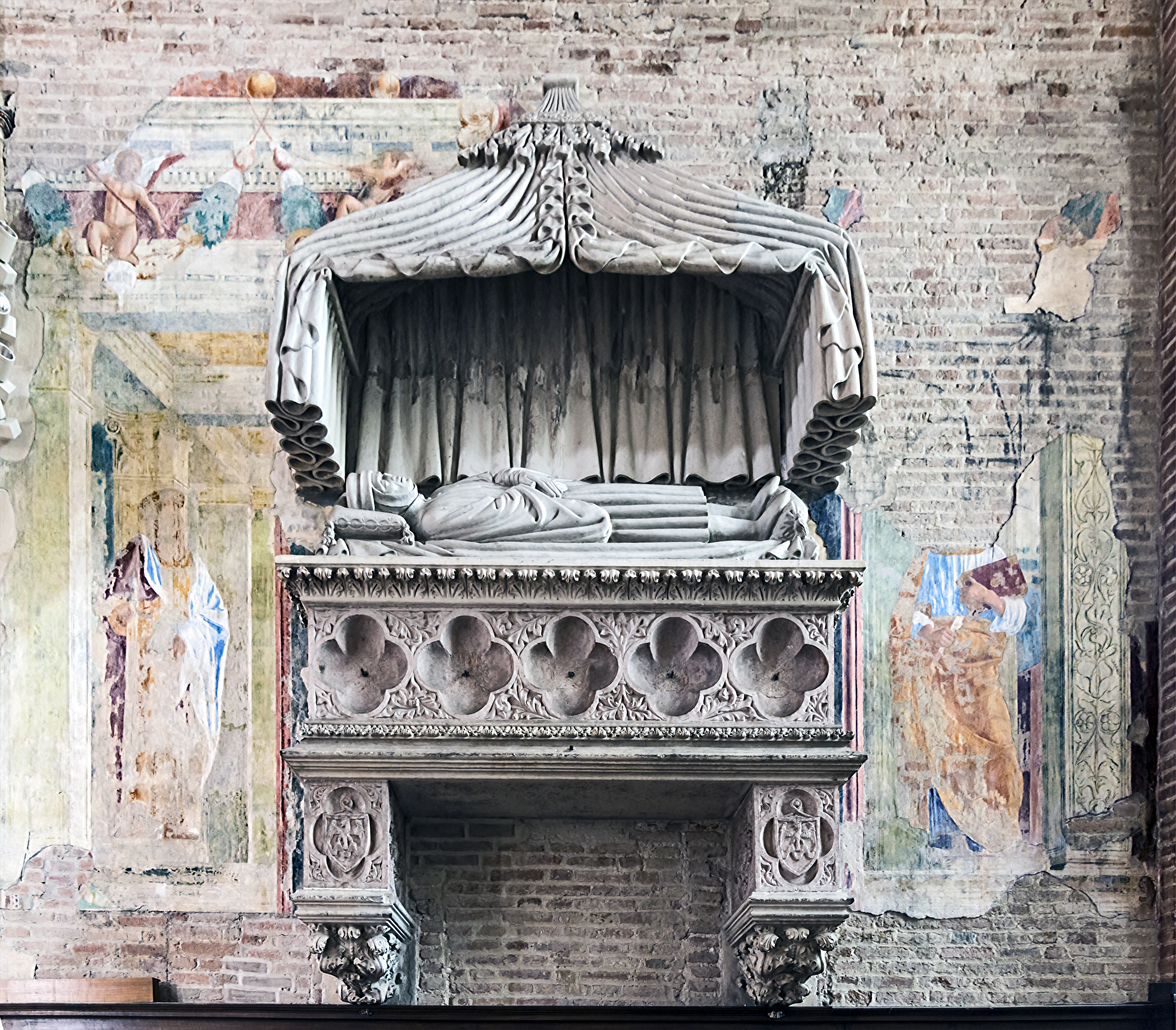
Monumento di Bartolomeo Da Porto
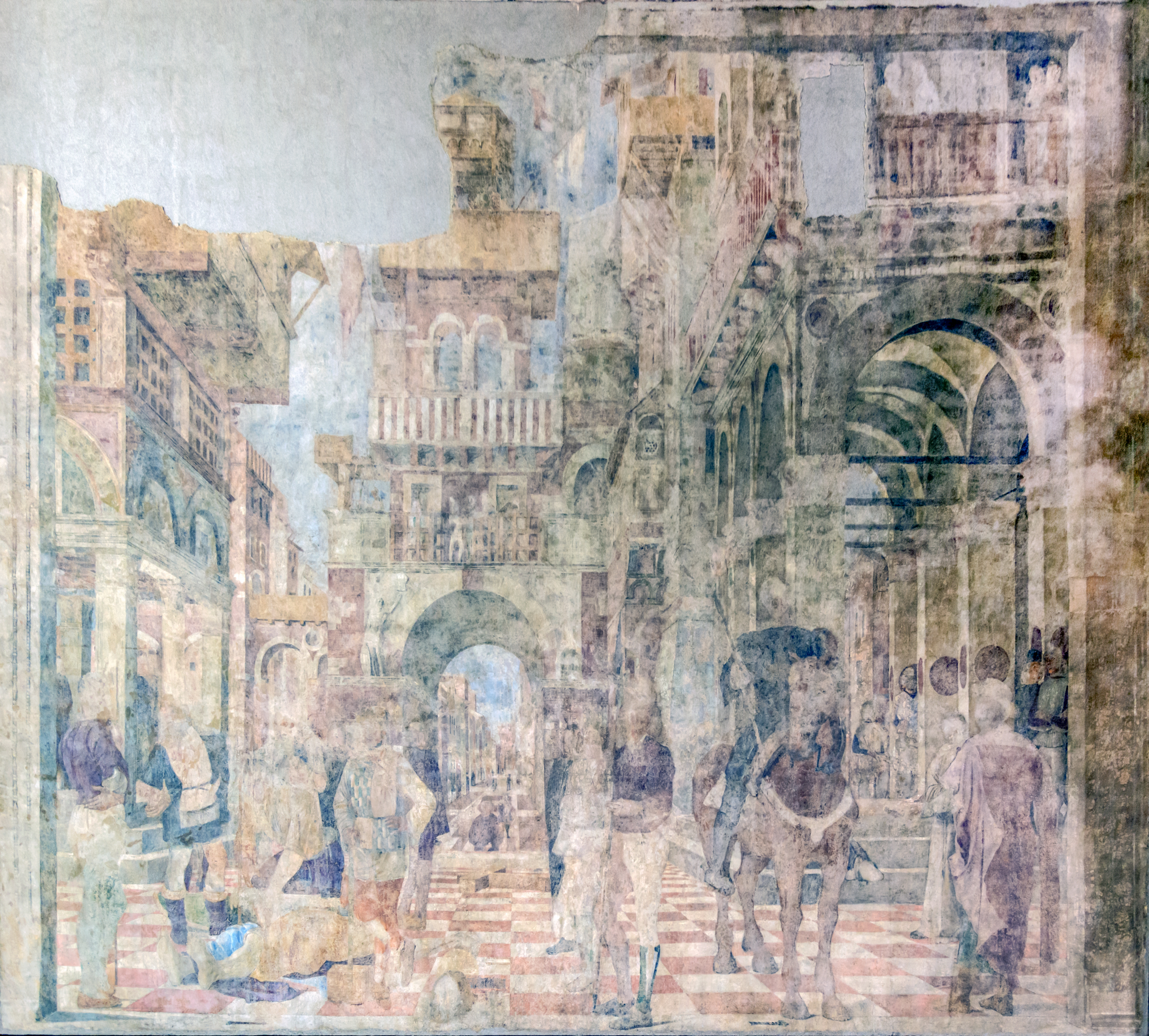
Decollazione di S. Paolo. di Bartolomeo Montagna

Il braccio sinistro del transetto consente il passaggio della chiesa verso i due chiostri e la sacrestia attraverso l'altare di Caldogno risalente al 1576. Il timpano, anziché l'altare scomparso, che mostrava l'Apparizione dell'arcangelo Michele su Castel Sant'Angelo e San Gregorio Papa ", oggi mostra L' Istituzione del Terz'Ordine francescano di Ina Barbieri.
Su entrambi i lati dell'altare sono due oli su tela di un pittore veneziano della fine del XVII secolo, che rappresenta Il matrimonio della Vergine e La Santa Famiglia. Sopra l'organo moderno.

#### Organo
Il grande organo Mascioni opus. 456 è uno strumento di pregevole fattura risalente al 1933, le sue sonorità sono caratteristicamente ceciliano-sinfoniche. Nel corso degli anni ha subito modifiche, mantenendo tuttavia, l'impostazione e l'intonazione originale. Dispone di 38 registri nominali divisi su tre tastiere con base di principale 16'. I 38 registri sono così suddivisi: 32 (G.O., ped, rec.) in cantoria, 6 (positivo) nel corpo corale, posto dietro l'altare maggiore. Lo strumento è senza alcun dubbio uno tra i migliori esempi della corrente ceciliana.

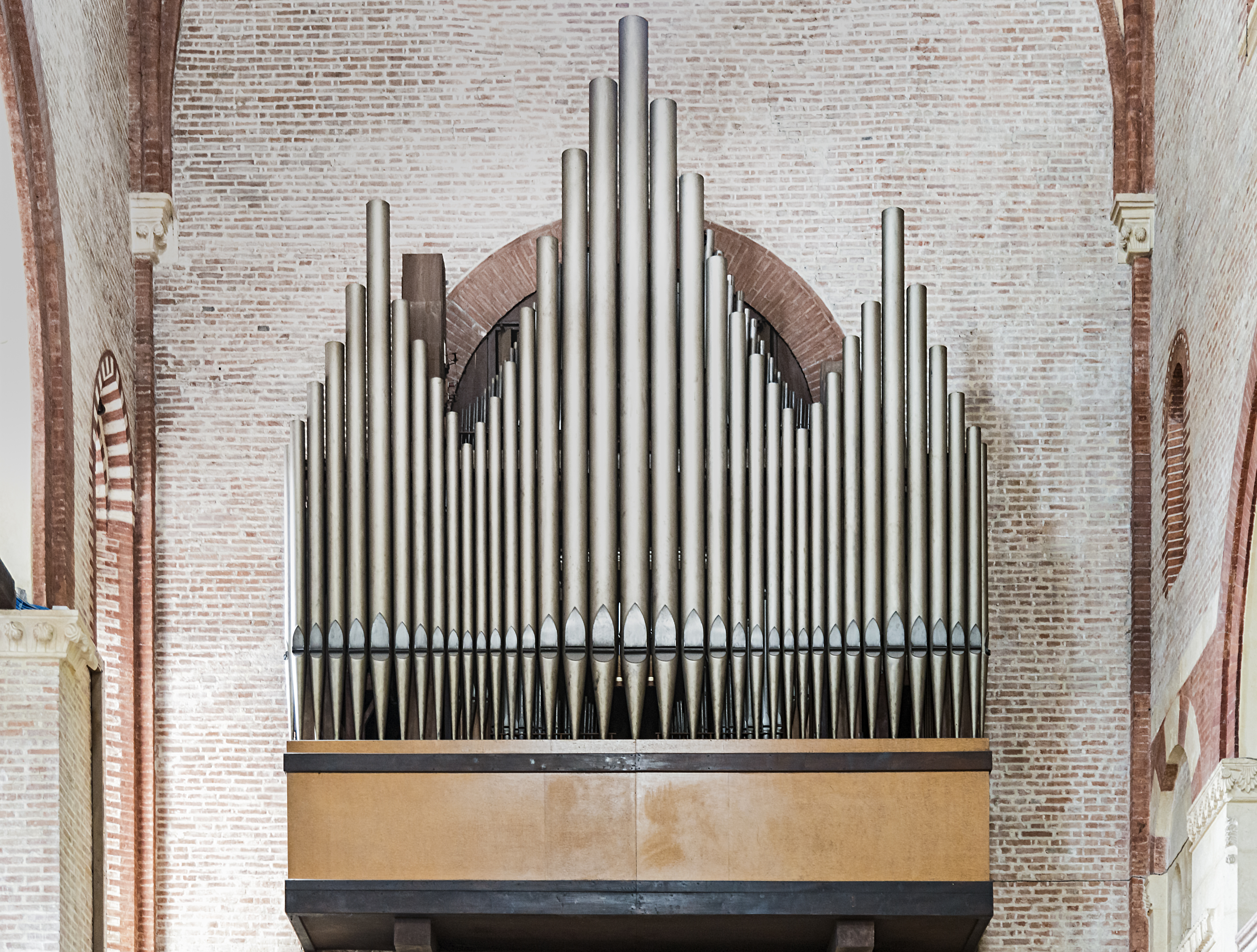
L'organo

#### Sacrestia e sala capitolare
- Angelo uccide i primogeniti d'Egitto e Sacrificio di Noè, opere di Giulio Carpioni del 1670 conservate nella sacrestia
- Convito di Baldassare, opera della Bottega di Paolo Veronese, conservata nella sala capitolare.

### Campanile e chiostro
L'alto campanile, costruito contemporaneamente alla chiesa in angolo tra la cappella della Madonna e il braccio sinistro del transetto, è nettamente in stile romanico, con lesene verticali e sei brevi cornici orizzontali a dente di sega su archetti ciechi a tutto sesto. La cella campanaria mostra su ogni lato una bifora con archi, anch'essi a tutto sesto. Essa ospita un concerto di 10 campane in Do, fuse da Cavadini e suonabili a sistema veronese.
Il primitivo chiostro, costruito già nella prima metà del Trecento, è andato perduto ed è stato sostituito dall'attuale alla fine del Quattrocento, in eleganti forme classico-rinascimentali. Al centro del cortile è stata collocata nel secolo scorso una vera da pozzo gotica, della seconda metà del Trecento, che porta sui quattro lati lo stemma della famiglia Loschi.
Nel lato settentrionale, sotto il portico sormontato dalle celle del convento, si apre la sala del capitolo, affiancata da due belle bifore del tardo Duecento con eleganti colonnine in marmo bianco, inserite in archi gotici a sesto acuto. Sempre sotto il portico, nei lati orientale e occidentale, numerose lapidi, statue e urne funerarie appartenenti a secoli diversi, collezionate quando si volle, nell'Ottocento, fare di San Lorenzo il tempio cittadino..

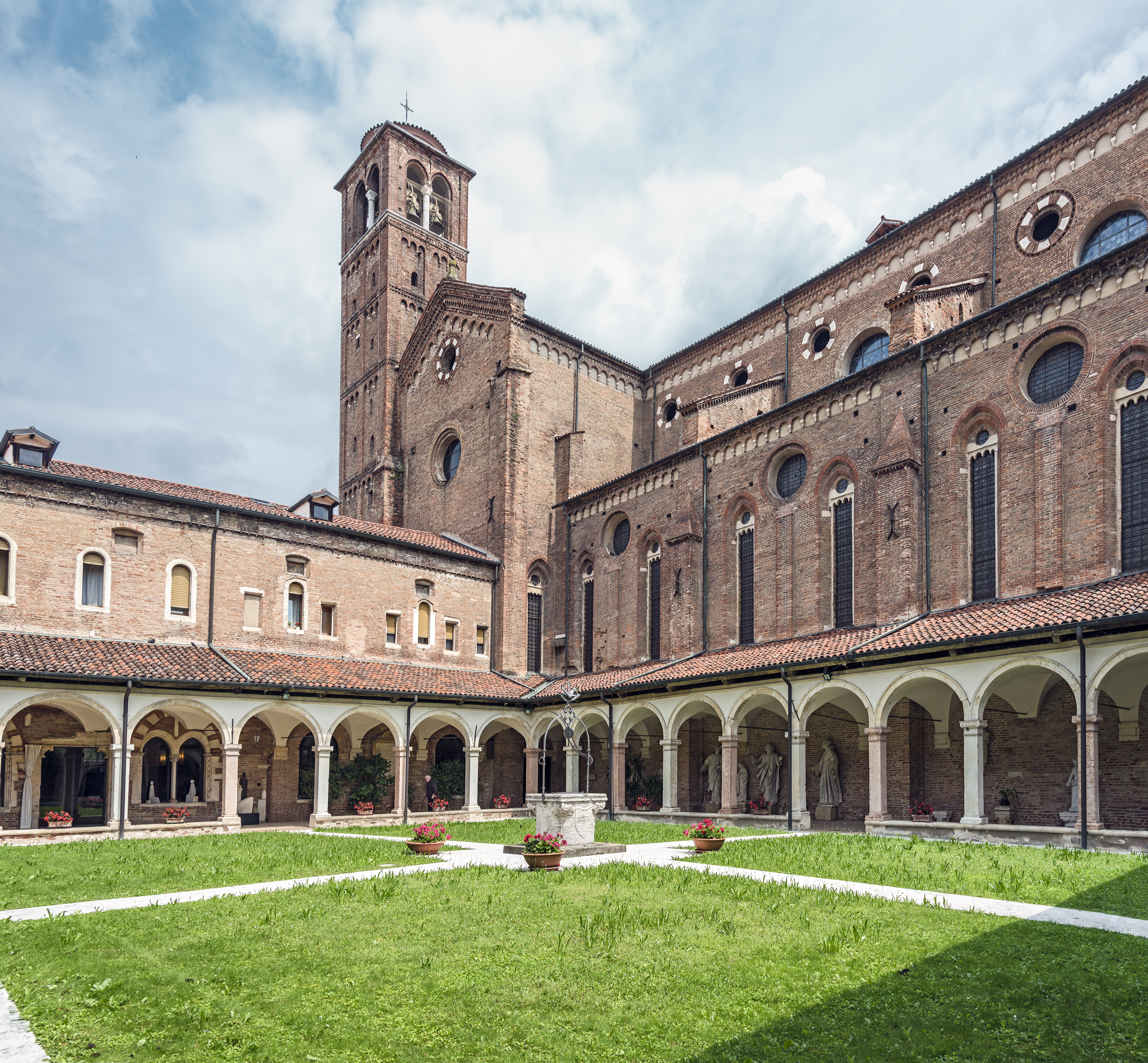
Chiostro e campanile
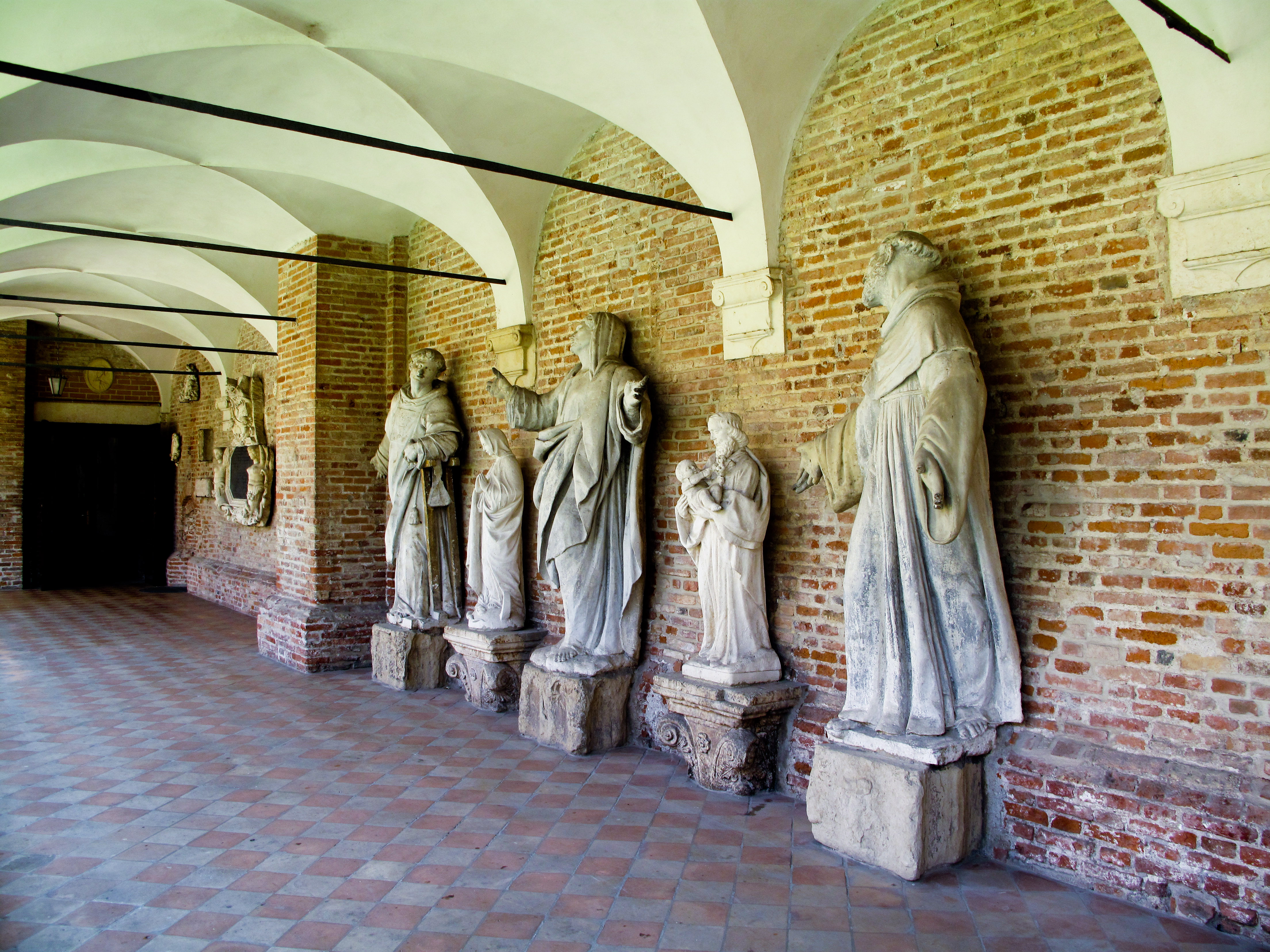
Chiostro lato est
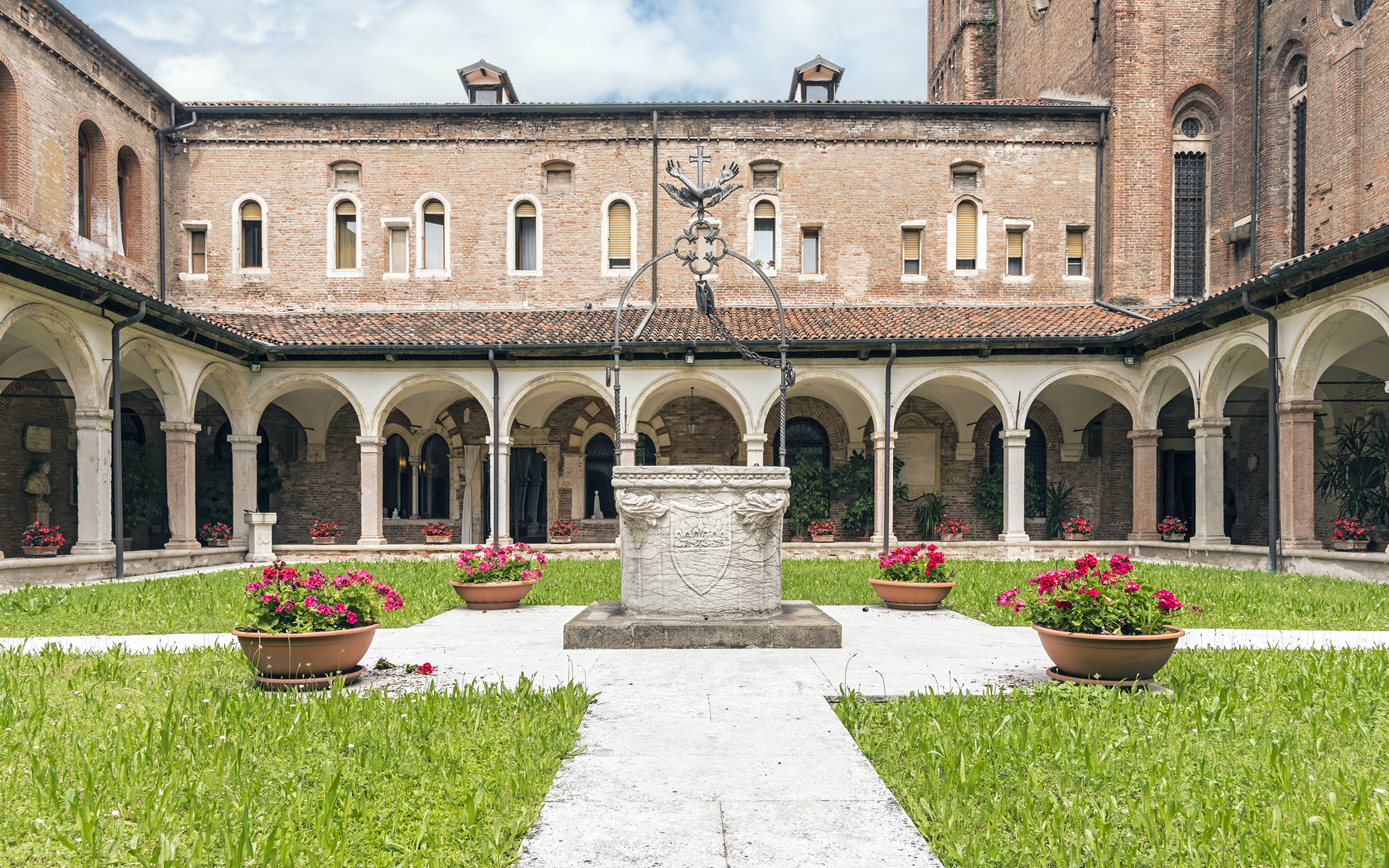
Chiostro lato nord, pozzo
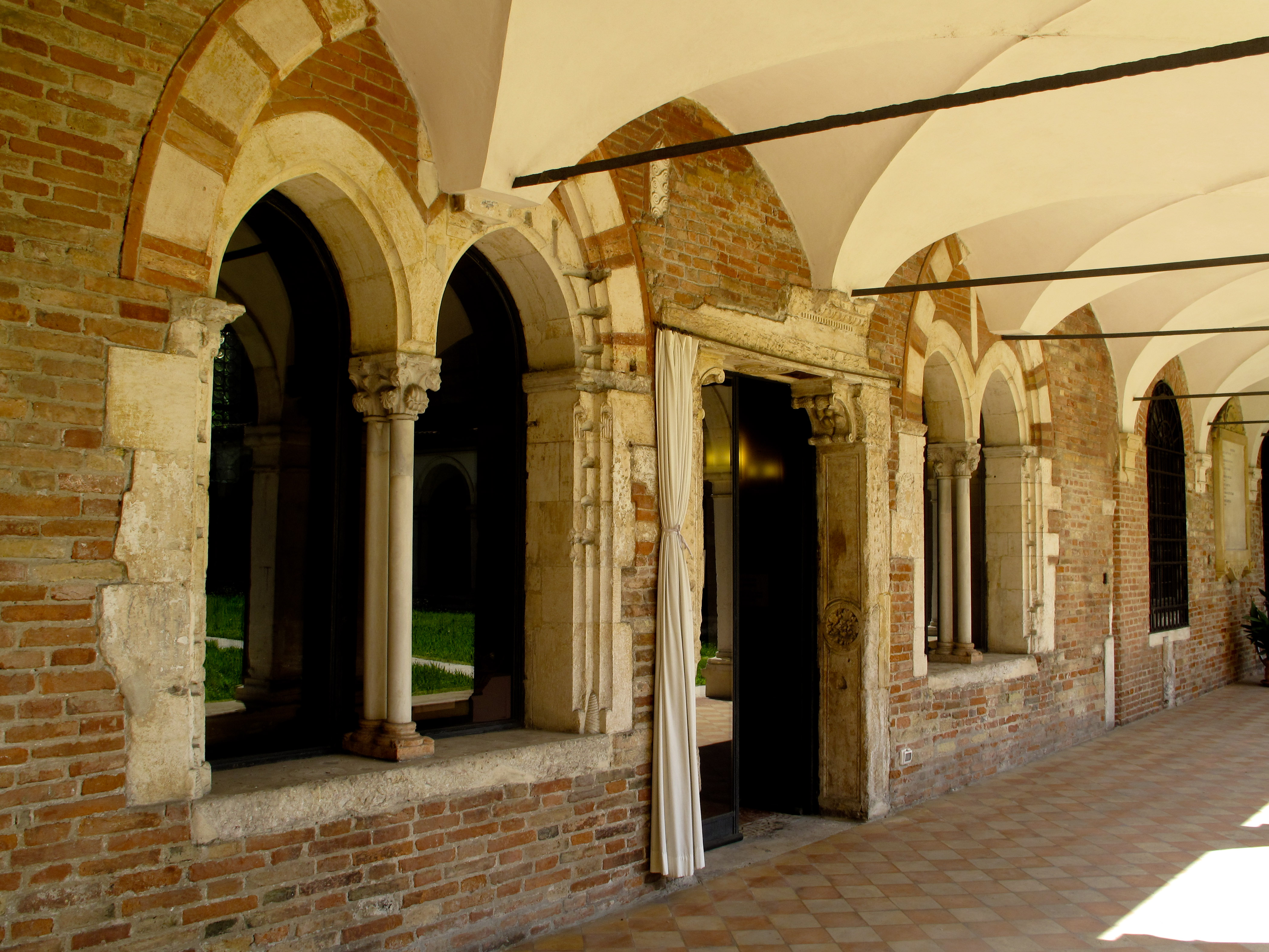
Chiostro lato ovest